# San Clemente (Rome)
De basiliek van San Clemente is een rooms-katholieke kerk, gewijd aan Paus Clemens I. Ze is gesticht in de vierde eeuw en behoort daarmee tot de oudste christelijke kerken van Rome. Ze maakt deel uit van een van de meest intrigerende gebouwencomplexen van de stad, omdat er door de eeuwen heen vier opeenvolgende bouwlagen over elkaar heen zijn aangelegd, waarvan de bovenste drie kunnen worden bezocht. Bovendien hebben talrijke kunstenaars uit verschillende eeuwen bijgedragen tot de verfraaiing van de San Clemente, die aldus kunstwerken bevat gaande van de vroegste middeleeuwen tot in de 18e eeuw. 

## De legenden rond Paus Clemens I
Terwijl het levenseinde van Paus Clemens I niet beschreven werd in contemporaine bronnen, werd hij vanaf het einde van de 4e eeuw vereerd als martelaar, en ontstonden er wijd verspreide - maar niet altijd geloofwaardige - legenden over zijn marteldood. Hieraan refereren talrijke symbolen en iconografische voorstellingen in de basiliek. 
Volgens de overlevering zou paus Clemens I op het einde van de eerste eeuw onder de regering van keizer Trajanus vanuit Rome verbannen zijn naar de Krim. Daar ging hij door met zijn bekeringswerk, maar Romeinse soldaten maakten er rond het jaar 100 ruw een einde aan: ze bonden Clemens vast aan een scheepsanker en verdronken hem in de Zwarte Zee. Engelen bouwden voor hem een graf op een eiland in de zee, maar eenmaal per jaar trok de zee zich terug, zodat het graf bereikbaar werd.
Wanneer de heiligen Cyrillus en Methodius in de 9e eeuw vanuit Thessalonika naar Oost-Europa trokken om de Slavische volkeren te kerstenen, vingen ze op de Krim het verhaal op van het zeegraf van Clemens. Ze groeven zijn stoffelijke resten op, en brachten ze in het jaar 867 op verzoek van de paus over naar Rome: eerst naar het Vaticaan, en vandaar naar de  basiliek die al eerder aan hem was gewijd. Cyrillus zelf zou twee jaar later in Rome overlijden en zou in 869 eveneens in de San Clemente-basiliek begraven zijn. 
Naar de legendarische marteldood van Clemens verwijzen de talrijke afbeeldingen van een anker in deze basiliek: in de bovenkerk o.a. op het mozaïek van de triomfboog, in het houtsnijwerk van de zoldering en in het fronton van het altaarciborium. 

## De vier bouwlagen

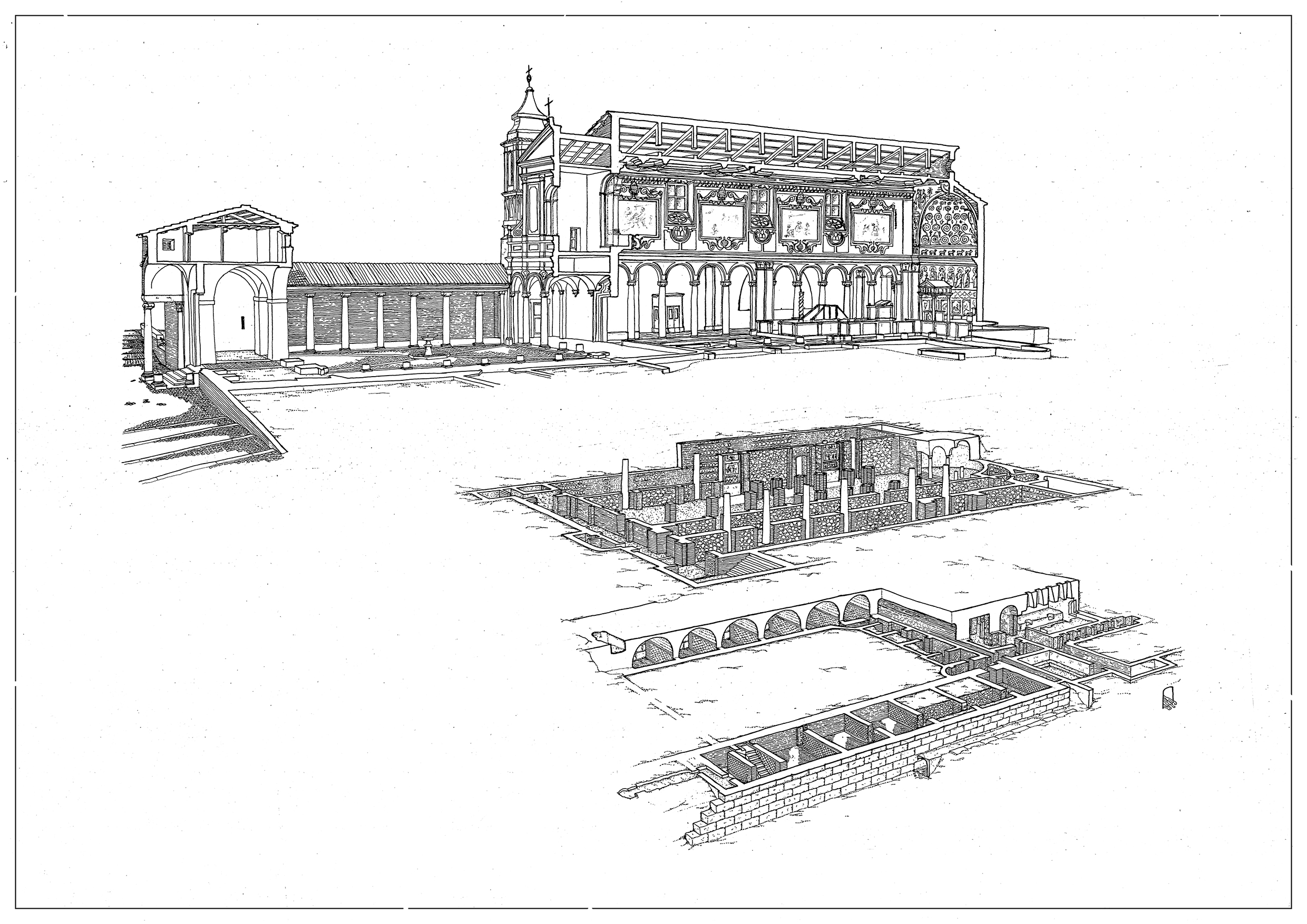
Perspectieftekening van de bovenste drie niveaus

Het gebouwencomplex illustreert duidelijk hoe het straatniveau van de stad Rome door de eeuwen heen is gewijzigd. Dit is niet enkel veroorzaakt door de afzetting van sediment maar ook door vernielingen (o.a. bij de brand van 64 en de plunderingen in 1084, zie hierna), waarna het puin niet werd afgevoerd maar enkel werd genivelleerd om te dienen als basis voor een volgende bouwfase. 
Het niveau van de huidige straten ligt reeds een à twee meter hoger dan de huidige twaalfde-eeuwse basiliek (bovenkerk). Bij opgravingswerkzaamheden die werden uitgevoerd vanaf 1857 kwamen onder de huidige basiliek nog oudere bouwlagen aan het licht: een vierde-eeuwse basiliek (benedenkerk) en nog lager enkele gebouwen uit de eerste eeuw. Later werd ontdekt dat daaronder zelfs nog een bouwlaag schuilgaat van vóór het begin van onze jaartelling. Deze twintig eeuwen oude laag ligt bijna twintig meter onder het huidige straatniveau.
Hierna beschrijven we achtereenvolgens de verschillende bouwfasen, te beginnen met de oudste en laagst gelegen bouwlaag. Daarbij vermelden we telkens hoe elk niveau kan worden bereikt vanuit het bovenliggende niveau.

## Bouwlaag uit de republikeinse periode
Bij opgravingen uitgevoerd in 1912-1914 zijn ongeveer twintig meter onder het huidige straatniveau resten van huizen gevonden die stammen uit de laatste eeuw van de Romeinse Republiek (± 500 – 27 v.Chr.) en die zijn verwoest door de grote brand van Rome ten tijde van Keizer Nero in het jaar 64. Bij de wederopbouw van de stad is het genivelleerde puin van die huizen gebruikt als fundering voor de nieuwe bouwlaag. 
In de loop der eeuwen had het binnendringende water (van een bron, of van een aquaduct?) een meer gevormd dat in het begin van de 20e eeuw al gestegen was tot de ingang van het mithraeum (zie hierna). Het water wordt nu afgevoerd via een kanaal dat werd gegraven op het niveau van de republikeinse periode, 12 meter onder de Via Labicana. Het kanaal loopt in de richting van het Colosseum en sluit een eindje verder aan op de Cloaca Maxima die het water verder afvoert naar de Tiber.  

## Bouwlaag uit de eerste eeuw n.C.
De bouwlaag uit de eerste eeuw bevindt zich op nagenoeg dezelfde hoogte boven de zeespiegel als het Colosseum (dat uit dezelfde periode dateert, nl. de eerste decennia na de brand van het jaar 64). Ze kan worden bereikt via een trap uit de 4e eeuw die vertrekt vanuit het linker zijschip van de benedenkerk (zie hierna). Na het bezoek aan de bouwlaag uit de eerste eeuw leidt een andere trap terug naar het rechter zijschip van de benedenkerk.

### Twee gebouwen

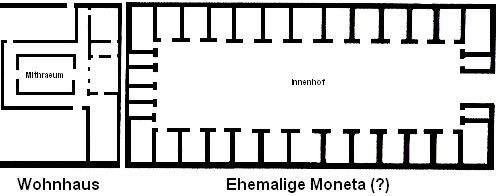
Grondplan van de gebouwen uit de 1e eeuw

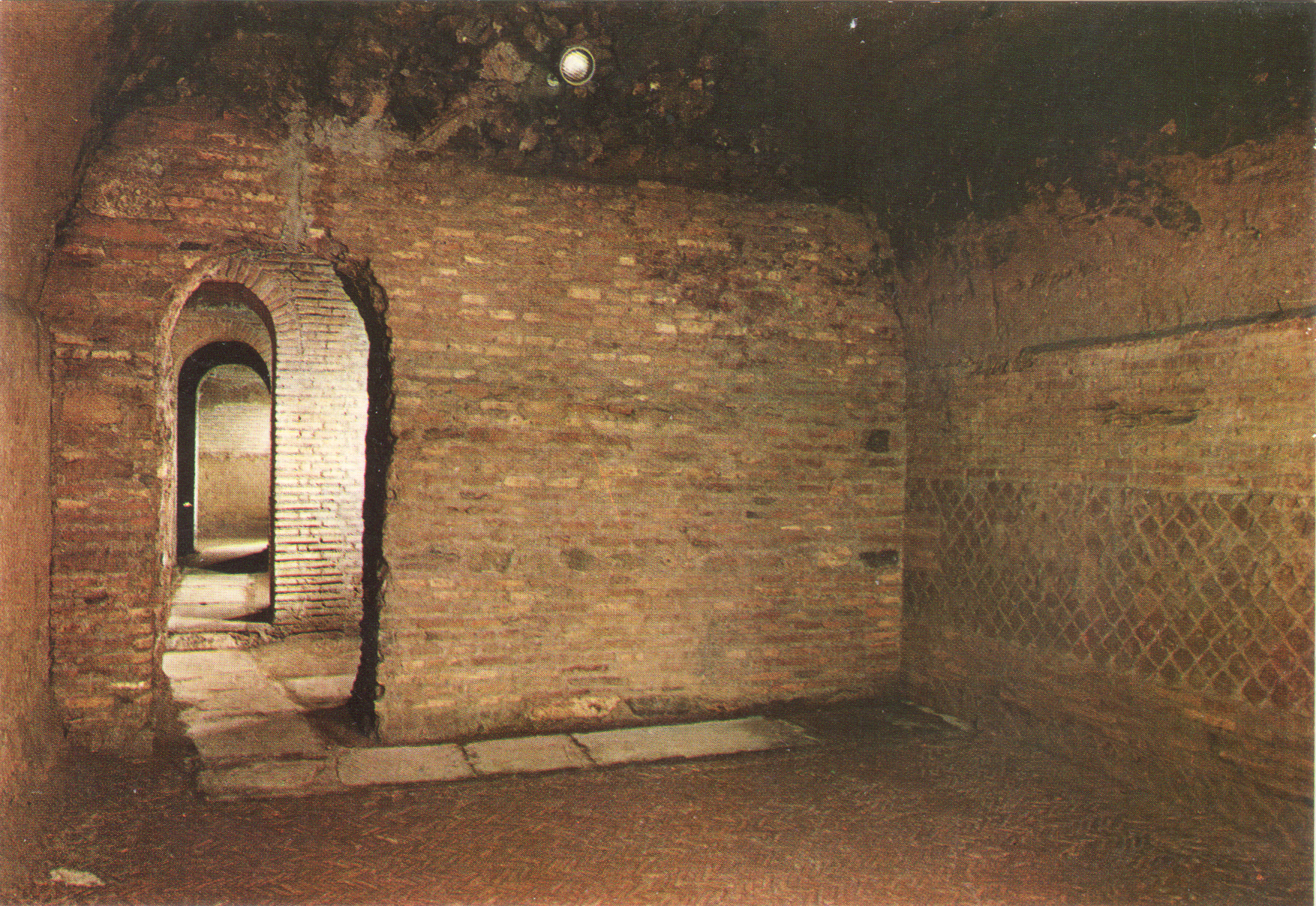
Gebouwen uit de eerste eeuw n.C.

Twaalf meter onder het huidige niveau van de Via di San Giovanni in Laterano zijn aanzienlijke delen van twee grote gebouwen opgegraven die van elkaar zijn gescheiden door een steegje van amper 80 cm breed. Het kleinste van de twee is opgetrokken in baksteen, en was waarschijnlijk een insula (soort flatgebouw). Op de binnenplaats hiervan was een mithraeum ingericht: zie hierna.  
Het grotere rechthoekige gebouw was de zgn. Moneta Caesaris, de keizerlijke munt die dateert uit het laatste kwart van de eerste eeuw. Het gebouw was 19.000 m² groot en bestaat uit talrijke afzonderlijke ruimtes die alle uitgaven op een (nog niet uitgegraven) centrale binnenplaats. Terwijl de buitenmuren van het muntgebouw zijn opgetrokken uit tufsteen, zijn de binnenmuren ervan bezet met opus reticulatum en de vloeren bedekt met opus spicatum. Oorspronkelijk waren deze vertrekken enkel toegankelijk vanuit de binnenplaats; pas bij de opgravingen (zie verder) werden ze onderling verbonden met doorgangen.

### De Mithrastempel (mithraeum)

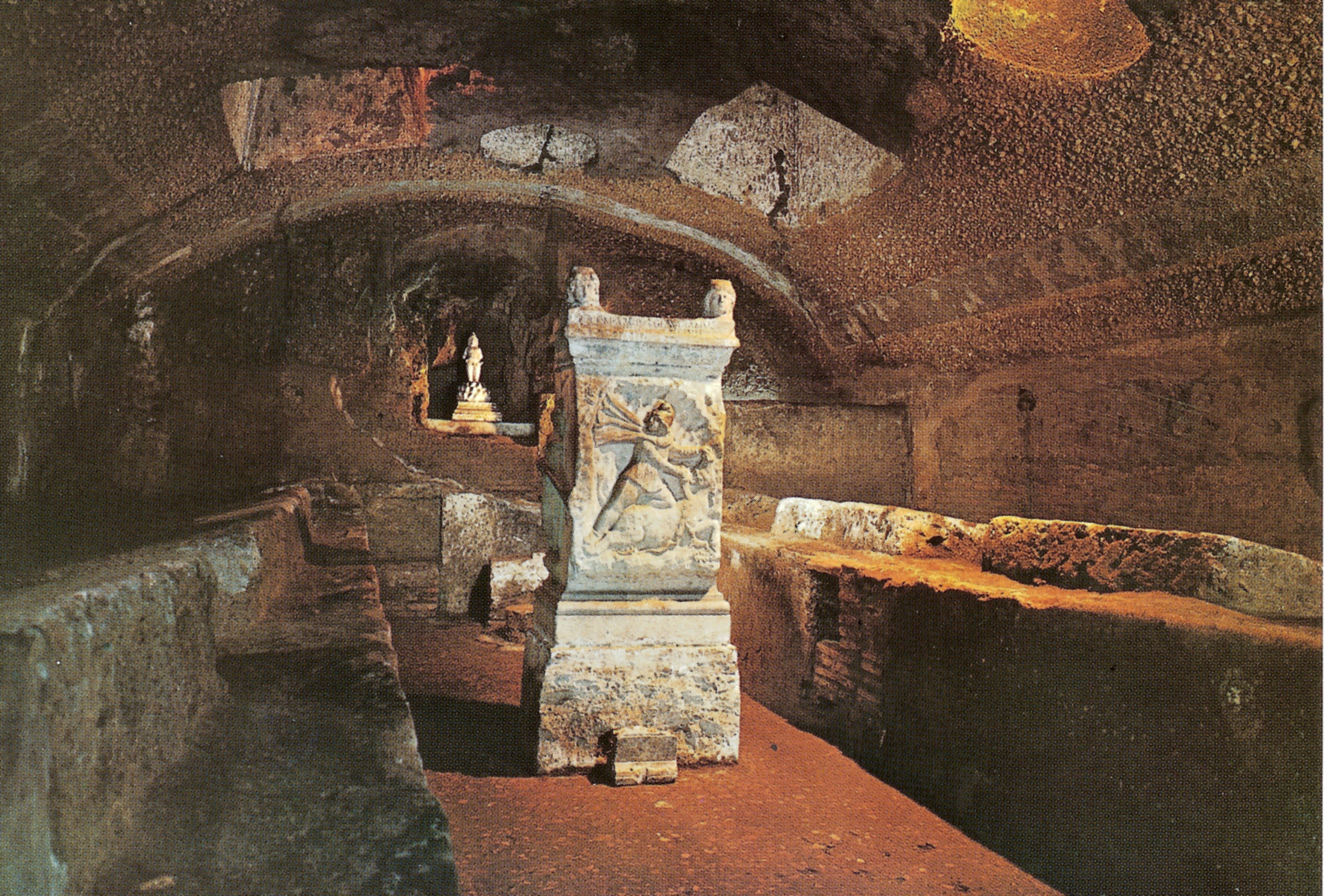
Het mithraeum

De benedenverdieping van het kleinste van beide gebouwen werd in de laatste jaren van de tweede eeuw omgebouwd tot tempel waar de Perzische zonnegod Mithras werd vereerd. Zijn cultus, het mithraïsme, werd in de eerste eeuw n.Chr. ingevoerd in Rome en kende daar een groot succes. Doordat het christendom vanaf 380 de staatsgodsdienst was van het Romeinse Rijk en het mithraïsme zelfs verboden was vanaf 392, raakte deze cultusplaats in onbruik.
Het mithraeum onder de San Clemente bestaat uit drie ruimtes:
- een pronaos of vestibule, gelegen aan de rechterzijde na de afdaling van de trap vanuit de benedenkerk.
- daartegenover: een langwerpige zaal, ingericht als een triclinium. Het lage tongewelf met sporen van sterren in schilderwerk en in stucwerk bootst het universum na. Een beeld in een nis achteraan stelt de geboorte van Mithras uit een grot voor. De zijmuren zijn ingenomen door twee lange stenen banken waarop de aanhangers van deze godsdienst liggend op kussens de rituele maaltijd nuttigden.  Tussen de aanligbanken is het altaar opgesteld. Het reliëf op de voorzijde ervan toont de typische scène die in elk mithraeum wordt aangetroffen: Mithras doodt de stier (tauroktonie) om zo het leven te schenen aan heel de natuur. Op de zijkanten van het altaar houden zijn helpers Cautes en Cautopates hun fakkel omhoog resp. omlaag: zij stellen het lengen en het korten van de dagen voor, en tegelijk het cyclische wederkeren van alle leven. Boven op het altaar zijn nog twee van de vier koppen bewaard die de vier seizoenen symboliseren.
- iets verderop, opnieuw aan de rechterzijde: de ruimte die bestemd was voor initiatie-rituelen, de zgn. schola mithraïca. Hier zijn nog enkele resten van stucwerk en fresco's met rituele voorstellingen te zien.

### Een schuilkerk?
Een veronderstelling is dat een van de huizen van de bouwlaag uit de eerste eeuw in het bezit zou zijn geweest van de Romeinse consul Titus Flavius Clemens en dat deze zich als een van de eerste hooggeplaatste Romeinen zou hebben bekeerd tot het christendom, dat toen nog verboden was (pas in 313 n.C. heeft Constantijn de Grote met het Edict van Milaan de vrijheid van godsdienst ingevoerd). Misschien zou het huis van deze consul reeds in de eerste eeuw als schuilkerk hebben dienstgedaan. Het staat echter hoegenaamd niet vast of Paus Clemens I met hem kan worden geïdentificeerd; een andere mogelijkheid is dat deze paus een vrijgelatene van de genoemde consul was, maar ook dat is niet zeker.

## Benedenkerk: de vierde-eeuwse basiliek
De benedenkerk kan worden bereikt vanuit de bovenkerk via een trap die vertrekt vanuit de sacristie rechts achteraan.  
Op het niveau van de eerste verdieping van de gebouwen uit de eerste eeuw n.C. werd in de vierde eeuw een christelijke basiliek ingericht, gewijd aan de heilige Clemens, de zgn. titulus Clementis. Deze kerk werd ingewijd onder het pontificaat van Paus Siricius (384-399).   

### Grondplan

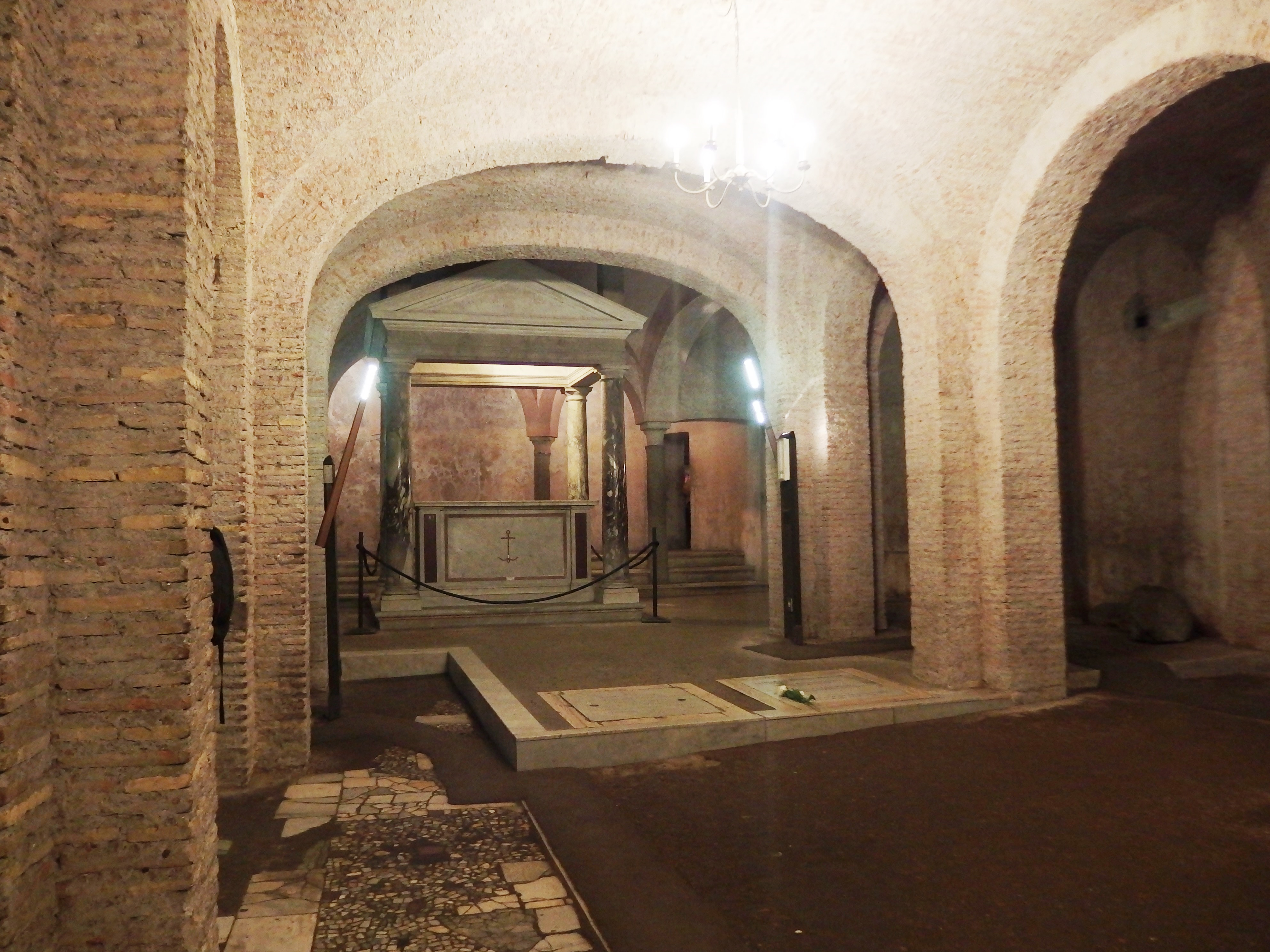
Middenschip van de benedenkerk en 19e-eeuwse steunpilaren

De benedenkerk rust boven op de gelijkvloerse verdieping van de Moneta Caesaris uit de eerste eeuw (zie hierboven). Het middenschip van de basiliek stemt exact overeen met de ruime binnenkoer ervan, terwijl de zijschepen rusten op de vertrekken die aan weerszijden uitgaven op die koer. De apsis van de basiliek werd in de 5e eeuw aangelegd over het onderliggende kleinere gebouw met het mithraeum heen. Uit de imposante afmetingen van de vierde-eeuwse basiliek blijkt het succes van het christendom, dat in 380 was uitgeroepen tot staatsgodsdienst van het Romeinse Rijk.
Deze kerk wordt voorafgegaan door een narthex, vanwaar drie deuren toegang geven tot het middenschip resp. tot het linker- en het rechter zijschip. De kerk heeft een basilica-grondplan: het langwerpige brede middenschip wordt aan weerszijden door een zuilenrij afgescheiden van de zijschepen, en sluit vooraan aan op de apsis waar het altaar is opgesteld. De bakstenen muren die de zuilen van elke rij verbinden, werden niet in de oorspronkelijke constructie maar wel reeds vóór de 11e eeuw opgericht, om de draagkracht van de zuilen te versterken. De andere muur die het middenschip aan de rechterzijde versmalt is pas in latere eeuwen aangebracht, om de rechter zuilenrij van de hoger gelegen twaalfde-eeuwse basiliek te ondersteunen.
Op ditzelfde niveau zijn aan de noordzijde (de kant van het rechter zijschip) een vroegchristelijk baptisterium en sacristie ontdekt. Deze kunnen niet worden bezocht.

### Kunstwerken

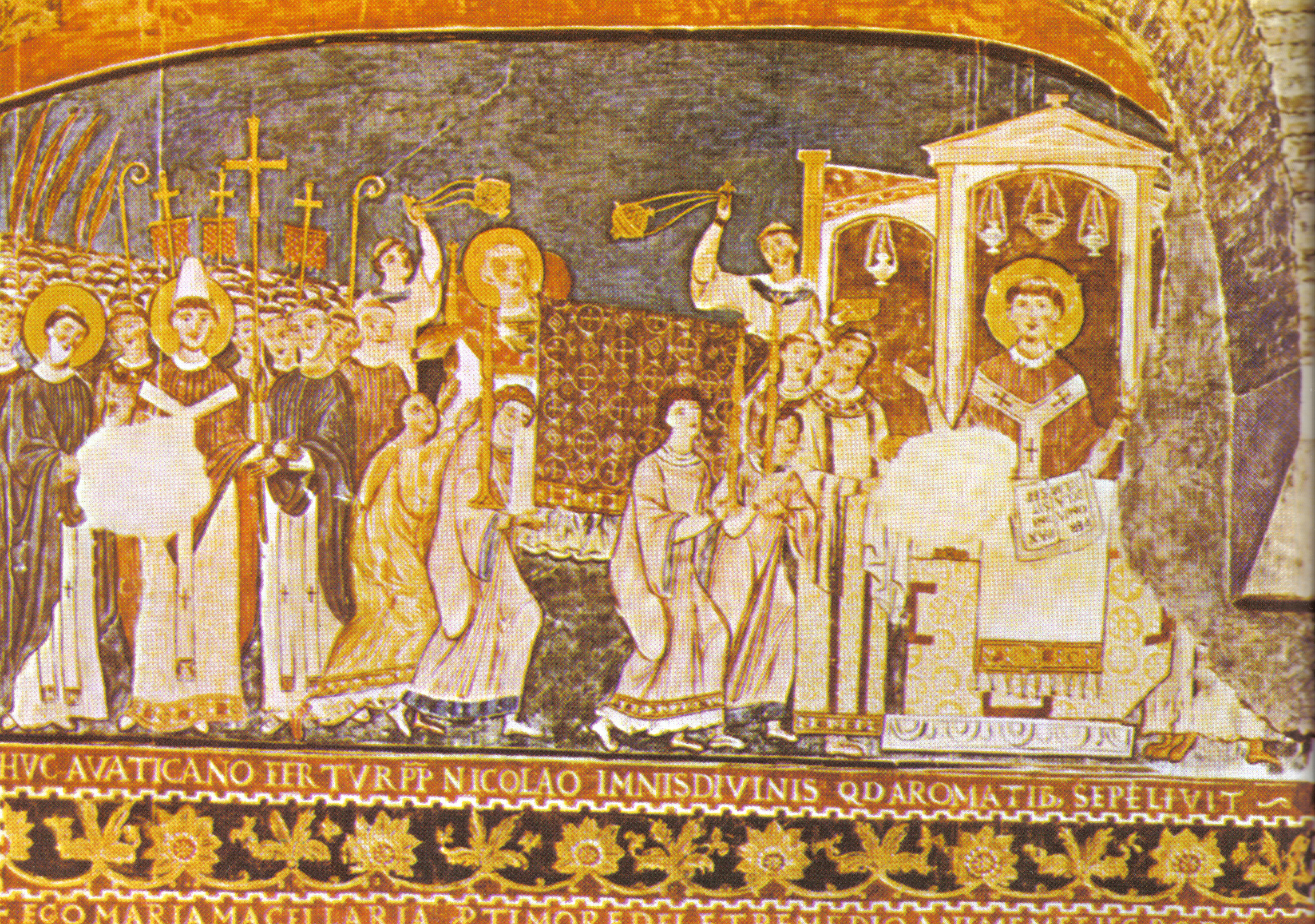
Fresco: de overbrenging van de relikwieën van de H. Clemens naar de basiliek

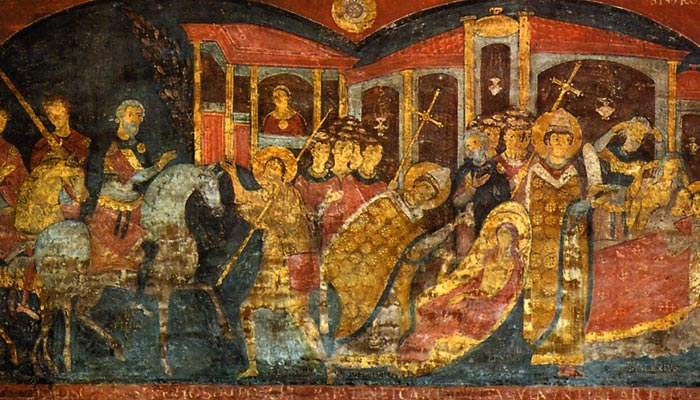
De legende van de heilige Alexius

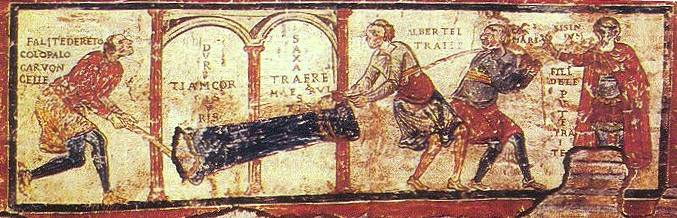
Onderste register van het wonder van Sisinnius

Op de muren van de narthex en op de binnenmuren van de benedenkerk zijn nog talrijke middeleeuwse fresco's in Romaanse stijl bewaard. Afgebeeld zijn o.a. de volgende taferelen (voor toelichtingen: zie het kopje De legenden rond Paus Clemens I):
- In een nis in het rechter zijschip: o.a. een achtste- of negende-eeuwse Madonna getooid als een Byzantijnse keizerin, en een Laatste Oordeel uit ca. 885.
- Uiterst rechts in de narthex (naast de trap die onder- en bovenkerk verbindt): de wonderlijke redding van het kind dat bij zijn bezoek aan het graf van Clemens op het eiland in de Zwarte Zee was verrast door het hoogtij. Het jaar nadien zou het kind veilig en wel aangetroffen zijn in het graf van Clemens. Fresco uit de 11e eeuw.
- Eveneens in de narthex, links van de doorgang naar het middenschip: de overbrenging van het stoffelijk overschot van Paus Clemens vanuit het Vaticaan naar de basiliek van San Clemente in het jaar 867. Fresco uit de 11e eeuw.
- In het middenschip, onmiddellijk links: een portret van Paus Leo IV (847-855); de vierkante aureool bewijst dat dit portret nog tijdens zijn leven is aangebracht. Daarnaast: Christus' Hemelvaart ofwel de Tenhemelopneming van Maria (interpretatie onzeker).  Verder o.a. de afdaling van Christus naar de Limbus;[4] en halverwege het middenschip aan de linkerzijde: de legende van de heilige Alexius.

- Bijzondere aandacht verdient het laat-elfde-eeuwse fresco vooraan links in het middenschip, dat het zgn. wonder van Sisinnius uitbeeldt. De Romeinse stadsprefect Sisinnius was binnengevallen in de eucharistieviering die werd bijgewoond door zijn vrouw Theodora en werd opgedragen door paus Clemens. Sisinnius trachtte Clemens weg te leiden, maar werd zelf getroffen door blindheid en doofheid. Wanneer (onderste register) Clemens zich naar de woning van Sisinnius heeft begeven, beveelt deze laatste zijn dienaren om Clemens te knevelen en weg te voeren. Ook de dienaren worden echter blind, en zien niet dat ze niet de paus maar wel zuilen proberen te verslepen. Sisinnius roept zijn dienaren Gosmario, Albertello e Carboncello woedend toe: "Fili dele pute traite",[5] terwijl Clemens bedaard antwoordt: "Duritiam cordis vestri saxa traere meruistis".[6] Deze weergave van handeling én woorden van de personages is wellicht een van de eerste voorlopers van het stripverhaal. Taalkundig is het interessant om op te merken dat Sisinnius "volgare" spreekt (de overgangsfase tussen Latijn en Italiaans)[7], terwijl Clemens Latijn spreekt. Van de personages in het bovenste register zijn de hoofden onzichtbaar geworden door de bouw van de vloer van de bovenkerk. Waarschijnlijk was hier Clemens afgebeeld te midden van heiligen, ofwel te midden van de drie voorgaande pausen: Petrus, Linus en Anacletus.

Het altaar met ciborium in de apsis van de benedenkerk werd in de 12e eeuw overgebracht naar de bovenkerk (zie hierna). Ter vervanging daarvan werden na de herontdekking van de benedenkerk het altaar en het ciborium opgericht dat hier thans te zien is.
In het linker zijschip staat een gipsen afgietsel opgesteld van het altaar uit het mithraeum in de onderliggende bouwlaag (zie hierboven), en tevens een monument voor de heiligen Cyrillus en Methodius. Dit gedenkteken werd in de 20e eeuw opgericht door het Bulgaarse volk waarvan zij de patroonheiligen zijn. Mogelijks bevindt zich hier het graf van de heilige Cyrillus. 
In het rechter zijschip is behalve het hoger genoemde fresco ook de sarcofaag te zien die bij de opgravingen werd aangetroffen in een ruimte van de 1e eeuw. Op de voorzijde is het mythologische verhaal van Phaedra en Hippolytus uitgewerkt in halfreliëf. 

### Vernieling en herontdekking

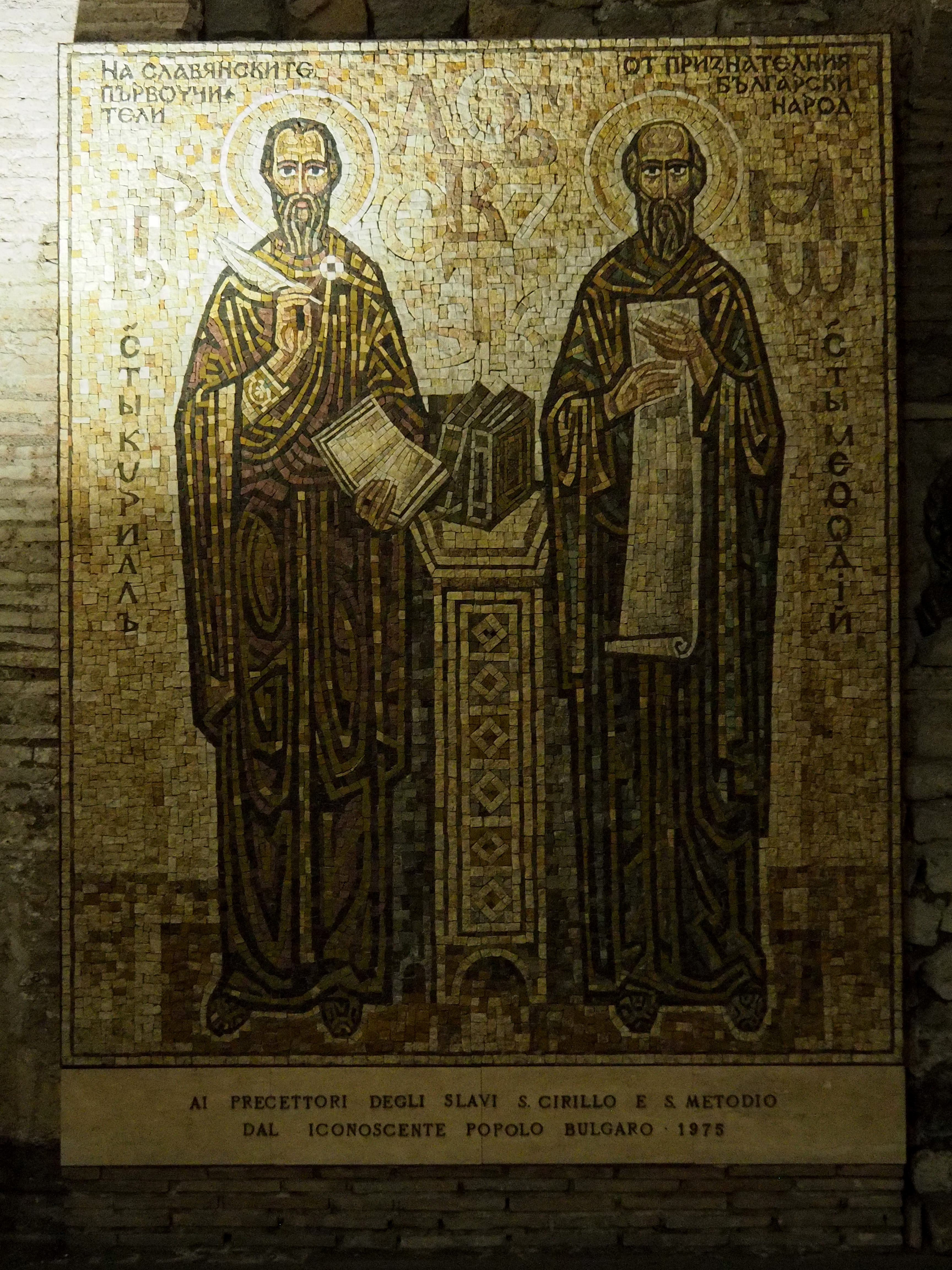
Monument voor de heiligen Cyrillus en Methodius

Deze eerste kerk werd in 1084 verwoest door Normandische troepen aangevoerd door Robert Guiscard. Nadien werd ze niet hersteld maar werd ze tot aan de kapitelen van de zuilen van het middenschip (d.w.z. nagenoeg 4 meter hoog) volgestort met aarde en puin om te dienen als fundering voor de nieuwe, hoger gelegen kerk (zie hierna). Een tweetal meter vóór de rechtse rij zuilen van de benedenkerk werd over de hele lengte van het middenschip een bakstenen muur gemetseld ter ondersteuning van de zuilen van de (smallere) bovenkerk. Binnen de originele apsis van de benedenkerk werd een nieuwe gebouwd met kleinere diameter, om de (eveneens kleinere) apsis van de bovenkerk te ondersteunen. Enkele elementen van de kerkinrichting van de vierde-eeuwse basiliek hergebruikt in de twaalfde-eeuwse basiliek: zie hierna.
De vierde-eeuwse basiliek verzeilde echter in de vergetelheid, en gedurende bijna zeven eeuwen was het bestaan ervan niet meer bekend. Vooral tussen 1857 en 1870 werden uitvoerige opgravingswerkzaamheden verricht waarbij de benedenkerk werd herontdekt en werd vrijgemaakt van alle puin en aarde waarmee ze was opgevuld: niet minder dan 130.000 karrenvrachten materiaal werden afgevoerd. Vooraan in het middenschip werd nu een bakstenen muur met zware pijlers gebouwd om de bovenkerk te ondersteunen, dit ter vervanging van het afgevoerde puin.  
Bij de opgravingswerken kwam ook de hoger vermelde bouwlaag uit de eerste eeuw aan het licht.  

## Bovenkerk: de twaalfde-eeuwse basiliek

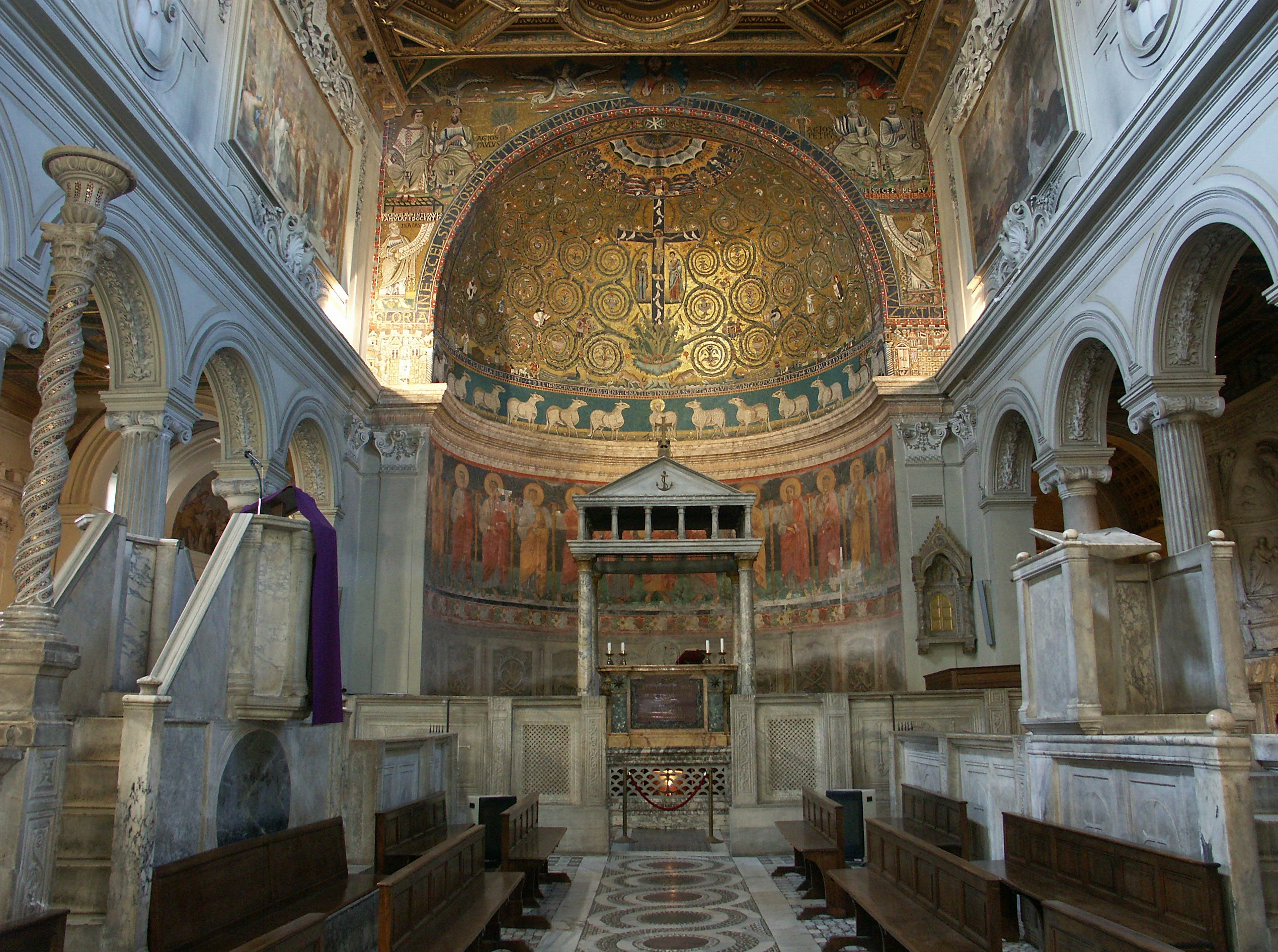
Interieur van de bovenkerk

Ten tijde van Paus Paschalis II (pontificaat 1099-1118) liet de toenmalige titularis van de San Clemente, kardinaal Anastasius (1099-1125), de benedenkerk opvullen met puin en aarde om te dienen als fundering voor de nieuwe, hoger gelegen kerk, die nu de 'bovenkerk' wordt genoemd.     
Ook deze heeft de structuur van een basilica zonder dwarsbeuken. Ze is evenwel smaller dan de voorgaande kerk: het middenschip van de onderkerk is zo breed als het middenschip en het rechter zijschip van de bovenkerk samen. Dit kan duidelijk worden vastgesteld rechts achteraan in de bovenkerk, waar de bogen en zelfs de kapitelen van de zuilenrij van de benedenkerk zijn ingewerkt in de muur van het rechter zijschip van de bovenkerk.

### Het middenschip

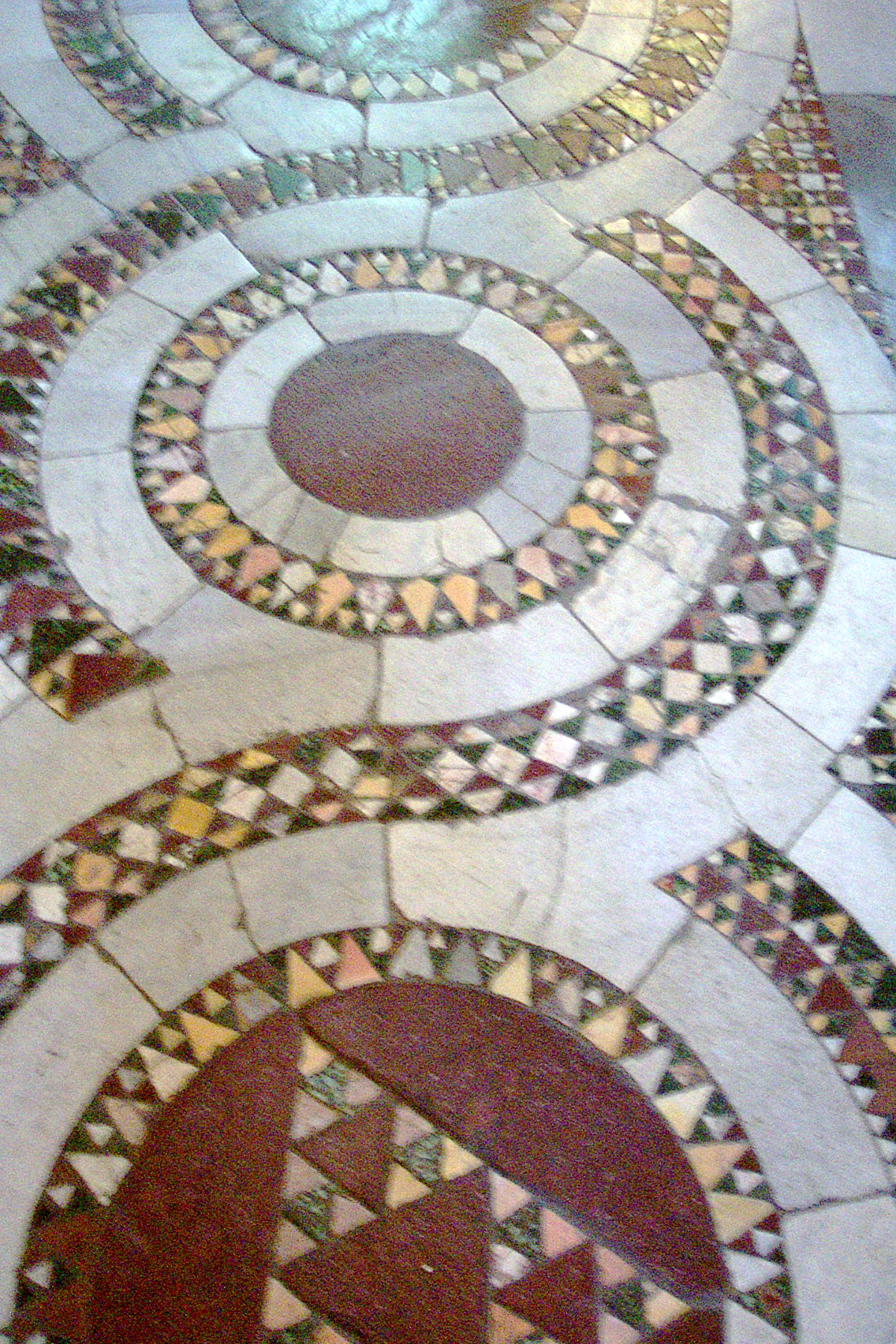
Gedeelte van de vloer in cosmatentechniek

De zuilen van het middenschip zijn van verschillende types, en zijn hergebruikt uit antieke bouwwerken (spoliatie).
De vloer van de bovenkerk is in de 12e eeuw bekleed met veelkleurige marmersoorten in de zgn. cosmatentechniek, en biedt zelfs een van de mooiste en bekendste voorbeelden van deze stijl.
Een aantal elementen van de kerkinrichting in de benedenkerk werd overgenomen in de bovenkerk, maar vaak verfraaid of gemodificeerd. Daardoor valt moeilijk te onderscheiden welke onderdelen origineel twaalfde-eeuws zijn en welke ouder. Het gaat met name om:
- het altaar waarin zich een urne bevindt met de veronderstelde resten van de heiligen Clemens en Ignatius van Antiochië;
- het altaarciborium;
- de marmeren kooromheining (schola cantorum). Dat deze uit de voorgaande basiliek stamt, wordt bewezen door het monogram van Paus Johannes II dat in een aantal panelen van de kooromheining werd uitgehouwen. In de 12e eeuw werd de omheining verder verfraaid met cosmatentechniek: tesserae van veelkleurig marmer en andere van glaspasta ingelegd met bladgoud;
- de twee ambo's;
- de paaskandelaar binnen de schola cantorum;
- de cathedra (bisschopszetel) in de apsis.

### De apsis en de triomfboog

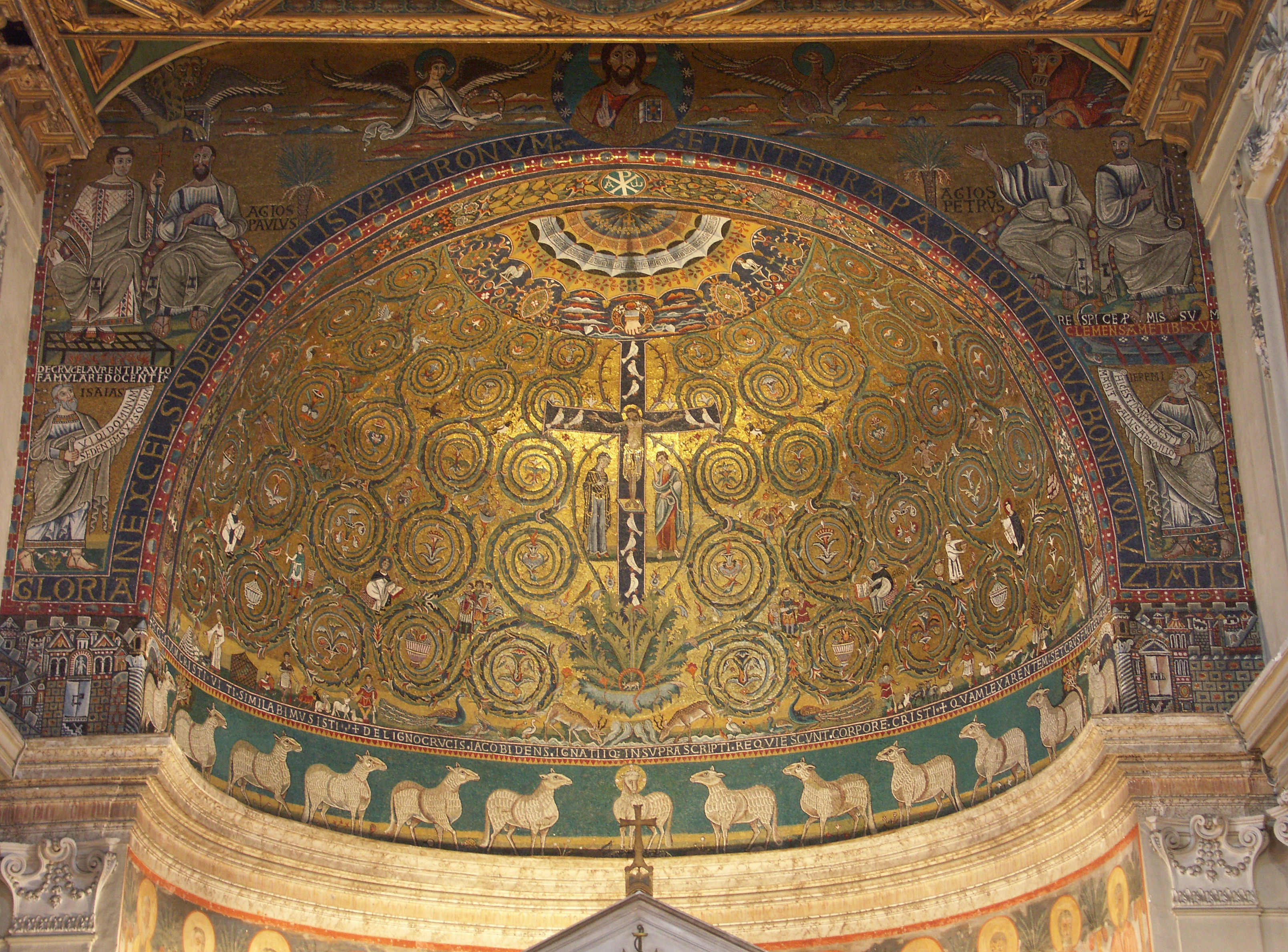
Apsis en triomfboog

De apsis en de triomfboog zijn bekleed met mozaïeken die dateren uit de eerste helft van de 12e eeuw. Op basis van de stijl wordt echter aangenomen dat ze een reproductie zijn van de mozaïeken die in de benedenkerk moeten aanwezig zijn geweest.
Centraal in het apsismozaïek is de gekruisigde Christus voorgesteld, geflankeerd door zijn moeder Maria en de apostel Johannes. Op zijn kruis zitten twaalf duiven (die de twaalf apostelen voorstellen), en aan de voet ervan groeit een acanthusstruik als levensboom. De fijn gekrulde wingerdranken die uit de levensboom groeien, beslaan haast de volledige apsis en omvatten alle schepselen (dieren, mensen ...) die door Zijn kruisdood worden verlost. Aan de voet van het kruis ontspringen vier rivieren (symbool voor de vier evangeliën) , waaraan de herten zich komen laven. Boven Christus' kruis reikt de hand van God de Vader hem de overwinningskrans toe; de veelkleurige waaier erboven stelt het paradijs voor.
Onder het apsismozaïek is een fresco van het einde van de 14e eeuw bewaard, waarop Christus samen met Maria en de twaalf apostelen naast elkaar zijn afgebeeld.
Op het mozaïek van de triomfboog staat de zegenende Christus centraal, omgeven door de symbolen van de vier evangelisten: de leeuw (Marcus), de engel of de mens (Matteüs), de arend (Johannes) en de os (Lucas). Op het register daaronder zijn vier heiligen voorgesteld die nauw verbonden zijn met de stad Rome: links Laurentius en Paulus, rechts Petrus en Clemens. Laurentius en Clemens zijn herkenbaar aan hun marteltuig: het rooster resp. het anker. Daaronder de profeten Jesaja en Jeremias. Onderaan op de triomfboog prijken de hemelse steden Bethlehem en Jeruzalem; uit beide steden treden zes lammeren naar voren (opnieuw de twaalf apostelen) die zich richten naar het Paaslam in het midden.

### De kleinere kapellen in de kerk

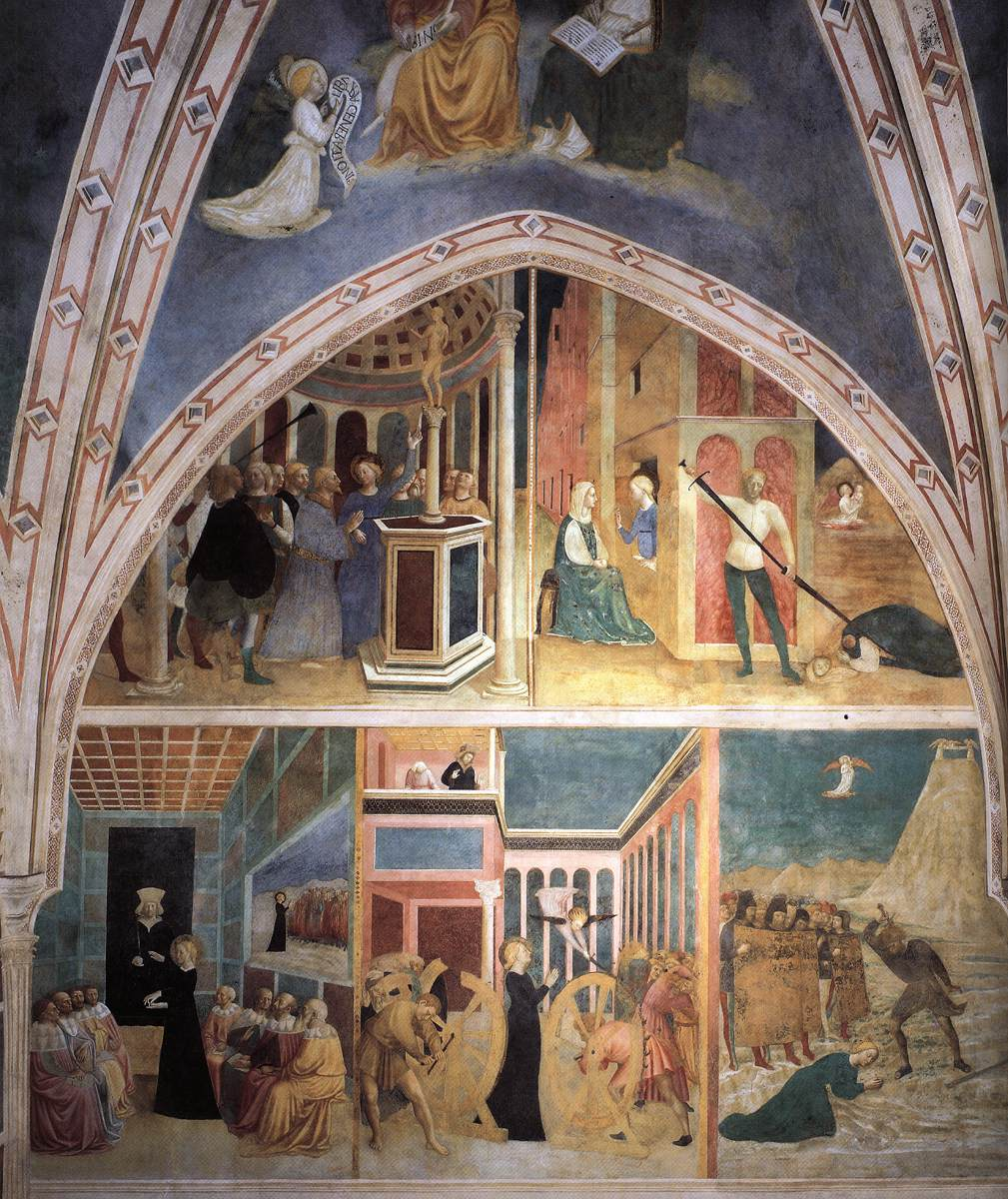
Masolino: Scènes uit de legende van Sint Catharina

In de bovenkerk bevinden zich vijf kleinere kapellen. In wijzerzin zijn dit de volgende, te beginnen vanaf de ingang aan de hoofdgevel:
- Achteraan links in de kerk (naast de ingang) is in het begin van de 15e eeuw een kapel opgericht ter ere van de heilige Catharina van Alexandrië; de meeste fresco's van deze kapel zijn omstreeks 1425 gerealiseerd door Masolino da Panicale, al wordt ook Masaccio als kunstenaar genoemd. Op de buitenzijde van deze kapel zijn afgebeeld: de Boodschap aan Maria in uiterst delicate kleuren, en de twaalf apostelen. Op de zijkant aan de buitenzijde: Sint Christoffel. Op de binnenmuren: achteraan Christus' kruisiging, links scènes uit het leven van de heilige Catharina en rechts scènes uit het leven van Sint Ambrosius. Op het gewelf staan de vier evangelisten met hun symbolen, en kerkvaders.
- De kapel in de zij-apsis vooraan links is gewijd aan Maria van de Rozenkrans.
- In de zij-apsis vooraan rechts is de kapel gewijd aan Johannes de Doper.
- Dwars op het rechter zijschip sluit een kapel aan ter ere van de heiligen Cyrillus en Methodius.
- Achteraan rechts (opnieuw aan de ingang): de kapel gewijd aan de heilige Dominicus.

### Andere kunstwerken in de basiliek
Onder Paus Clemens XI (1700-1721) werden belangrijke ingrepen uitgevoerd in het middenschip:
- Het cassettenplafond van het middenschip in verguld zwaar houtsnijwerk is van de hand van Giuseppe Chiari (1654-1729). Op het centrale paneel is de hemelvaart van de heilige Clemens geschilderd; de heilige is herkenbaar aan het anker dat zowel op de plafondschildering als in het houtsnijwerk aanwezig is.
- Een aantal ramen boven de zuilen van het middenschip werd dichtgemetseld om plaats te bieden voor fresco's. Die stellen behalve Paus Clemens I ook de heiligen Cyrillus, Methodius en Ignatius van Antiochië voor. Hieraan hebben verschillende kunstenaars meegewerkt.

### De buitenzijde

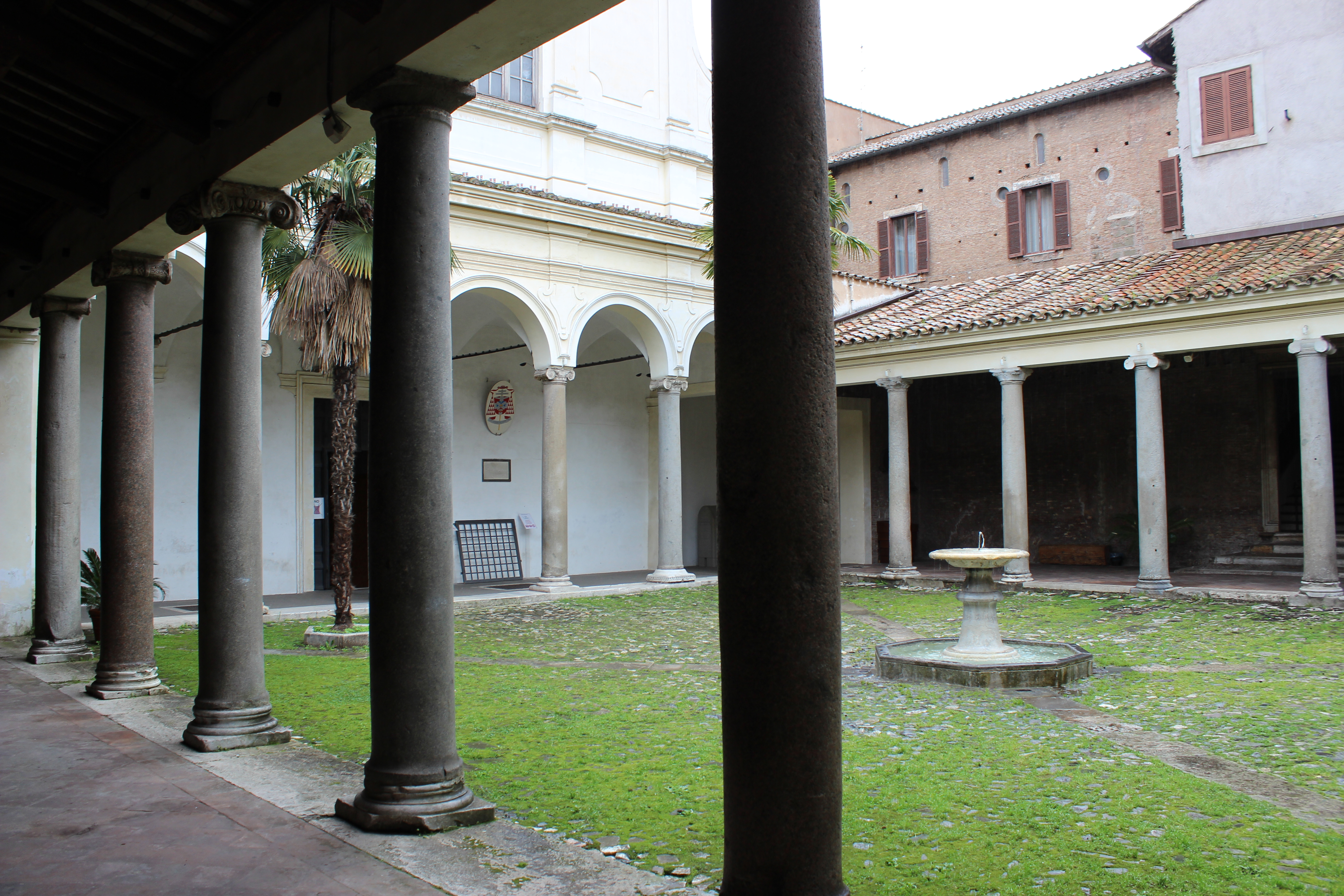
Atrium en gedeelte van de gevel

De huidige gevel is ontworpen door Carlo Stefano Fontana en werden toegevoegd omstreeks 1715. De klokkentoren dateert uit dezelfde periode.
Het kerkgebouw wordt voorafgegaan door het twaalfde-eeuwse bakstenen atrium, waarvan het dak aan de vier zijden rust op granieten zuilen die zijn hergebruikt uit antieke gebouwen (spoliatie). Aan de Piazza di San Clemente wordt het atrium voorafgegaan door een protyron, d.i. een klein portiek voor de eigenlijke toegangspoort van het atrium (zie foto onderaan). De afdalende trappen van het huidige straatniveau naar die toegangspoort illustreren duidelijk in welke mate het straatniveau is gestegen sinds de 12e eeuw.
Het klooster naast de basiliek werd eerst bewoond door de orde der augustijnen van Sint Ambrosius van Milaan (1403-1643) en vervolgens door dominicanen. In 1677 werd het toevertrouwd aan Ierse dominicanen die de religieuze vervolgingen in hun land waren ontvlucht; deze gemeenschap bedient de basiliek nog steeds. De trap aan de rechterzijde van het atrium vormt de toegang tot dit klooster, maar het kan niet worden bezocht.

## Titelkerk
De San Clemente is reeds sinds de vijfde eeuw een titelkerk. De kardinaal-priesters aan wie deze titel werd toegekend in de laatste eeuwen, zijn:
- 1884-1897: Guglielmo Sanfelice d’Acquavella, benedictijn en aartsbisschop van Napels
- 1946-1946: John Joseph Glennon: aartsbisschop van St. Louis (werd 18 februari 1946 kardinaal gecreëerd, stierf op de terugreis in Ierland);[12]
- 1946-1955: Johannes de Jong, aartsbisschop van Utrecht;
- 1958-1973: Amleto Giovanni Cicognani, kardinaal-staatssecretaris en kardinaal-deken;
- 1985-2020: Adrianus Simonis, aartsbisschop van Utrecht;
- 2022-heden: Arrigo Miglio, aartsbisschop van Cagliari

## Het bezoek aan de basiliek
De basiliek is gelegen aan de Piazza di San Clemente, tussen de Via di San Giovanni in Laterano en de Via Labicana. De bovenkerk is vrij te bezoeken; meestal is ze enkel toegankelijk via de zijingang langs de Via di San Giovanni in Laterano. Vanuit de sacristie (achteraan rechts in de bovenkerk) kunnen de benedenkerk en de bouwlaag uit de eerste eeuw worden bezocht mits betaling van toegangsgeld.

## Geraadpleegde bronnen
- (it) , (en) , (de) , (fr)  San Clemente, Roma, 32 pp., 1992 (geen vermelding van auteur of plaats van uitgave).
- (fr)  L. Boyle o.p., Petit Guide de Saint Clément, Rome, 76 pp., Rome (1976).
- (it)  Touring Club Italiano, Guida d'Italia: Roma, p. 266-269, Milano 1993 (8e ed.).
- (en)  A. Carandini en P. Carafa (ed.), The atlas of Ancient Rome : biography and portraits of the city, Princeton, New Jersey (2017). ISBN 978-0-691-16347-5. Relevant zijn hier in deel 1 p. 316 en 318, en in deel 2 de tables 116, 118 en 122.
- (it)  Basilicasanclemente.com website van de basiliek.
- Heel wat afbeeldingen zijn te vinden op Kunsthistorie.com.

## Fotogalerij

### De benedenkerk

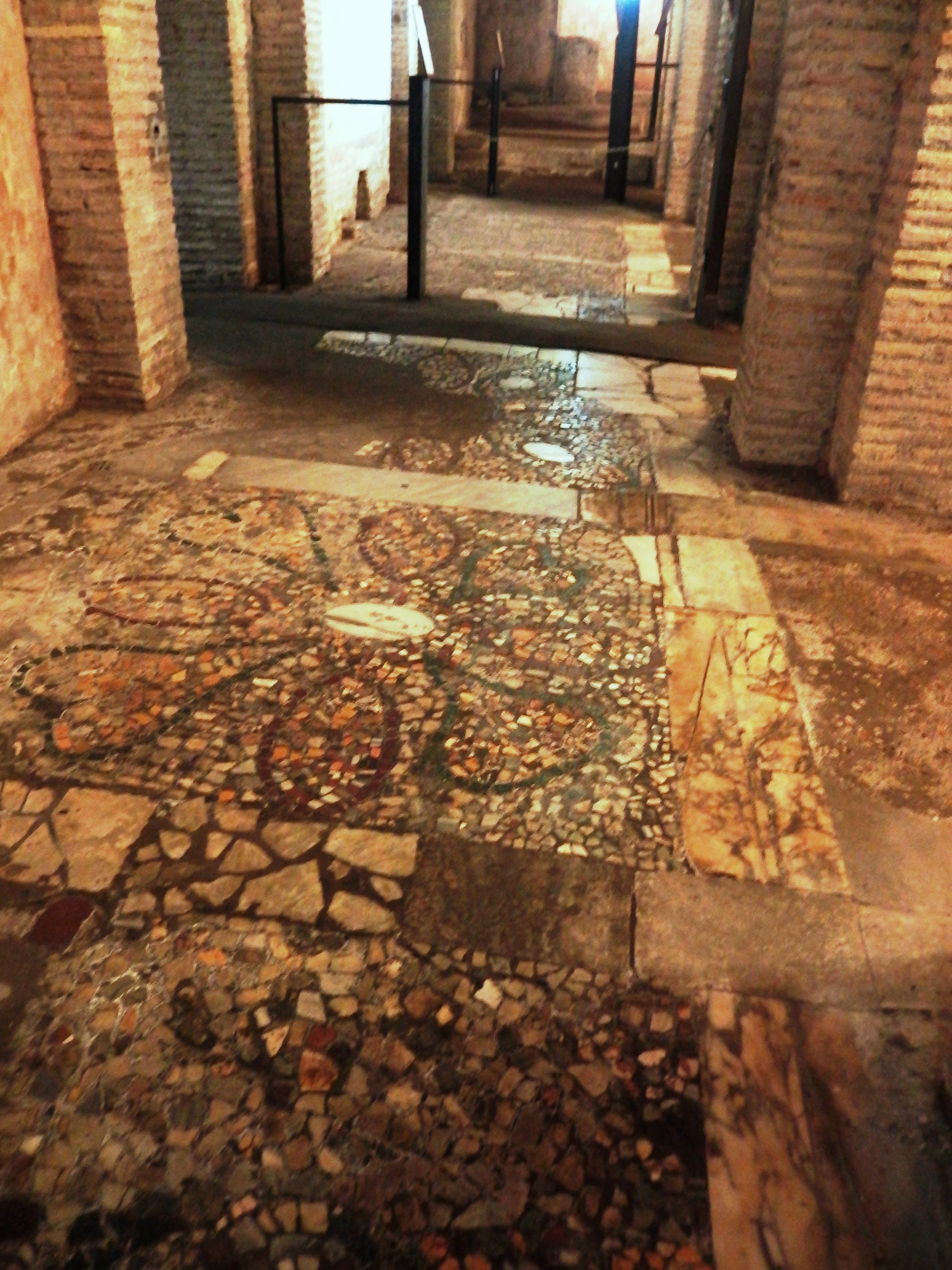
Vloer in het middenschip van de benedenkerk
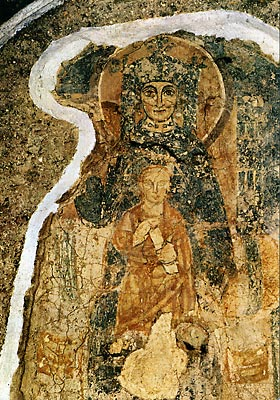
Tronende Madonna
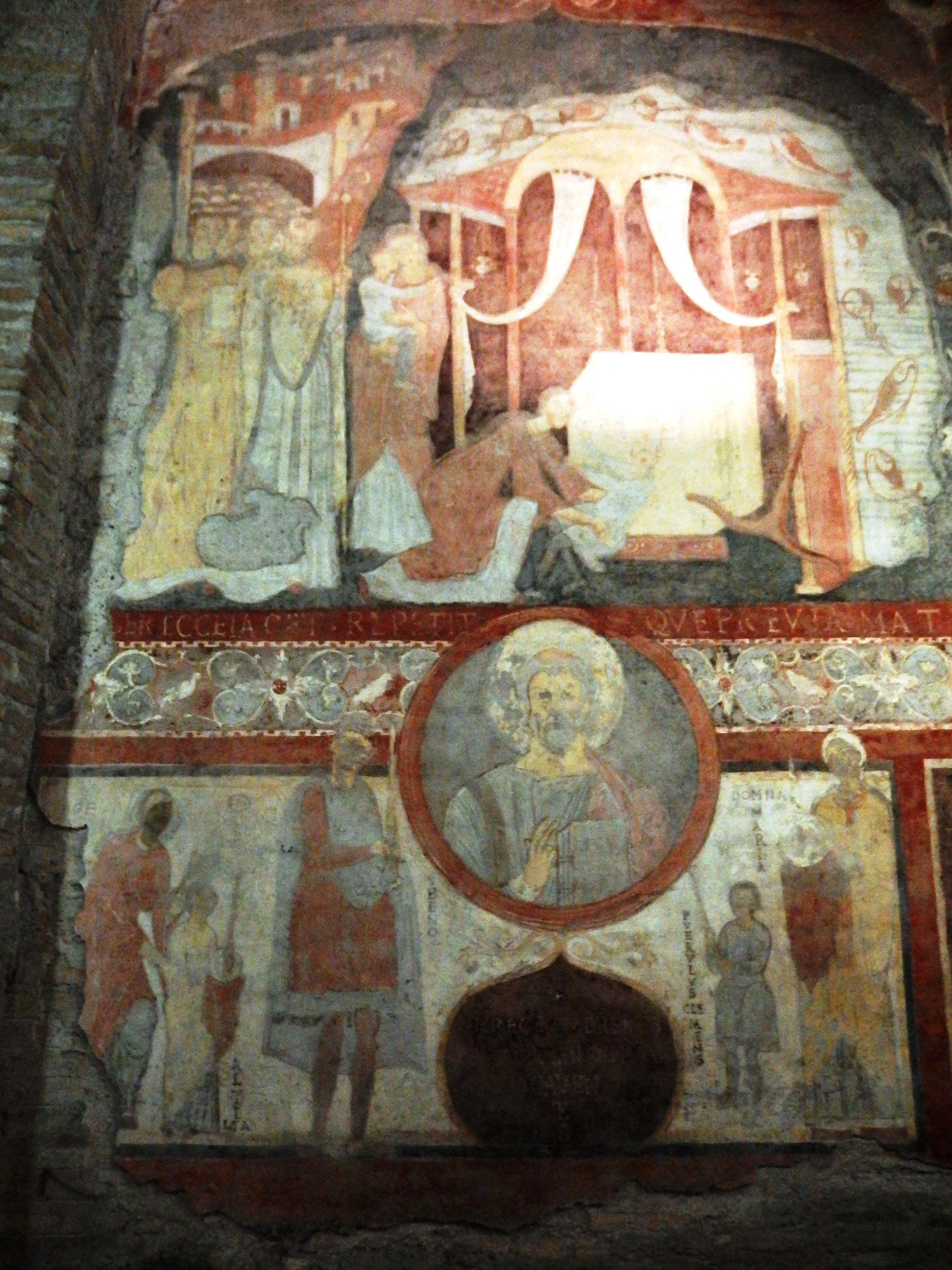
De wonderlijke redding van het kind
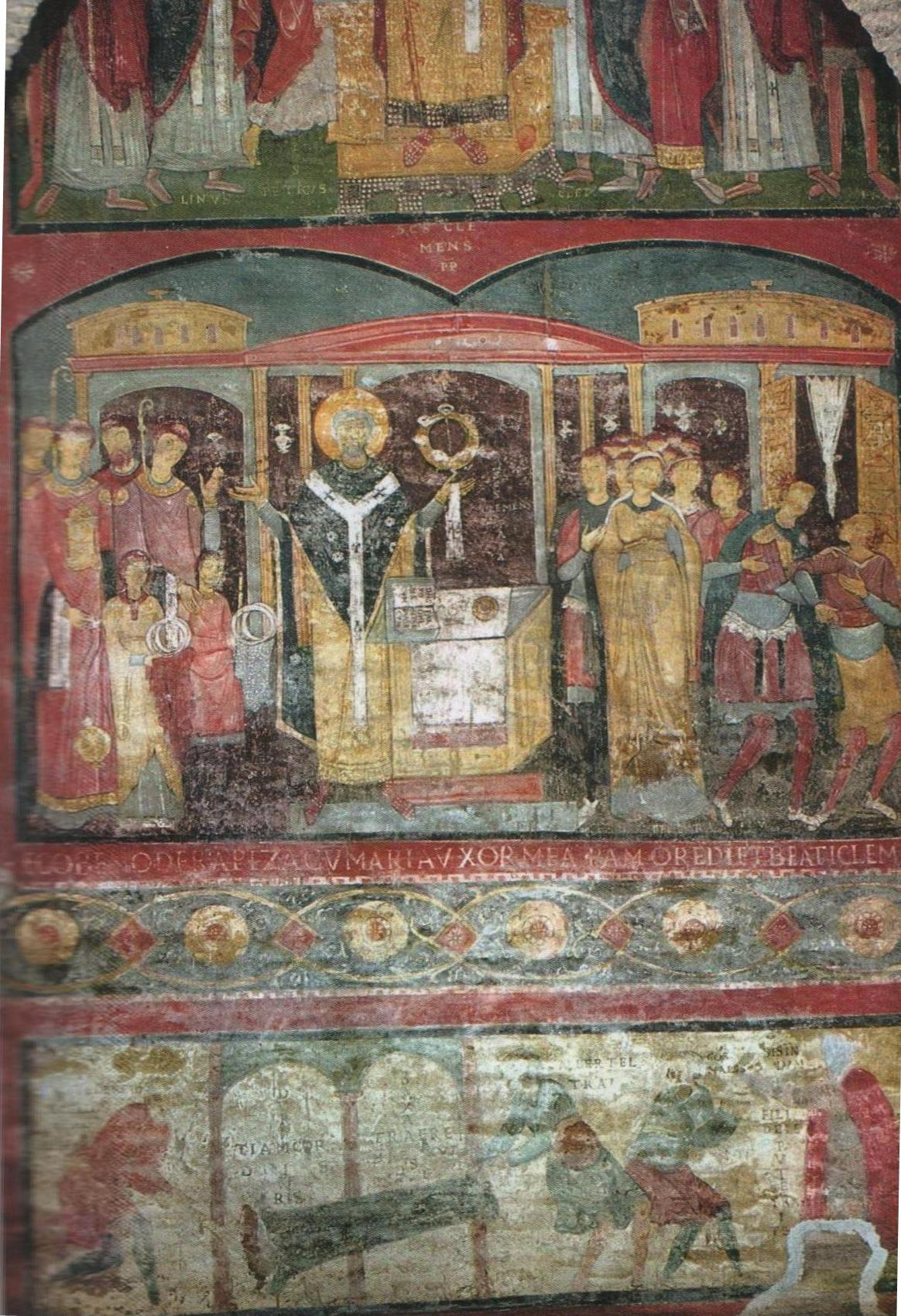
Het wonder van Sisinnius
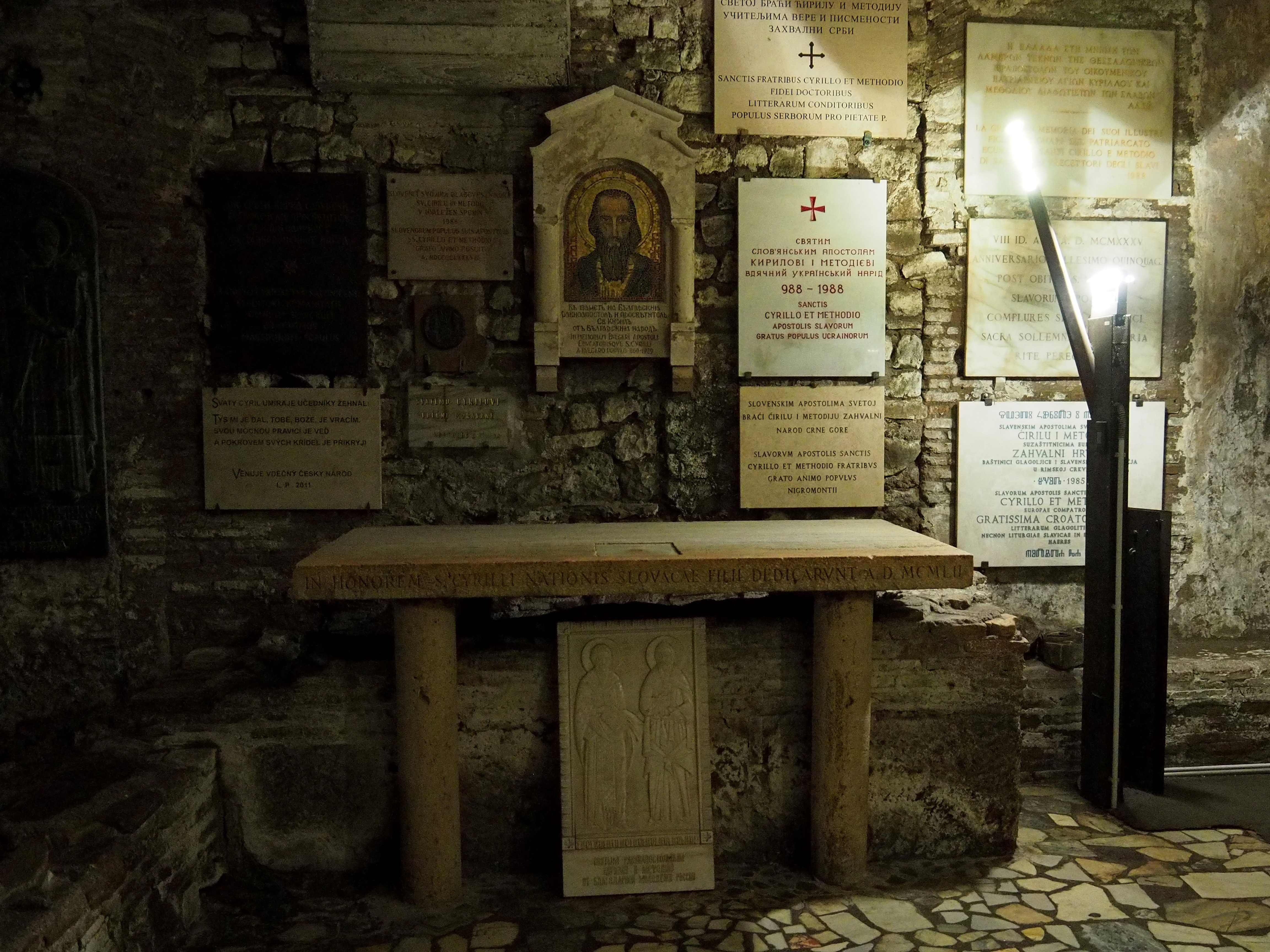
Altaar voor de heiligen Cyrillus en Methodius
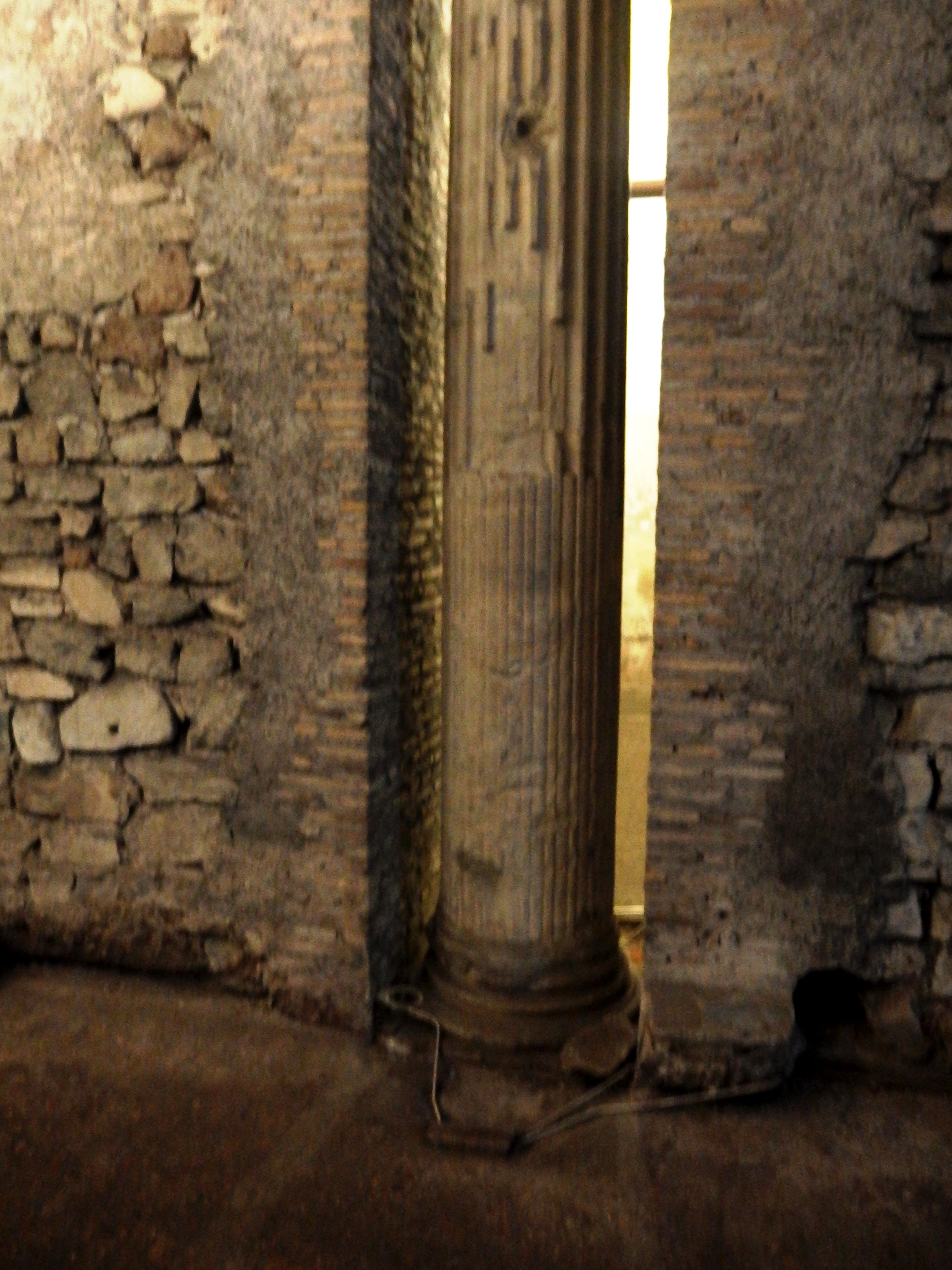
Zuil en 12e-eeuwse steunmeur in de benedenkerk

### De bovenkerk

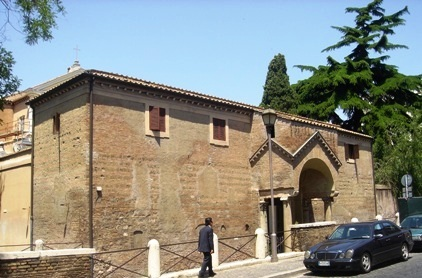
Buitenzijde van het atrium, met protyron
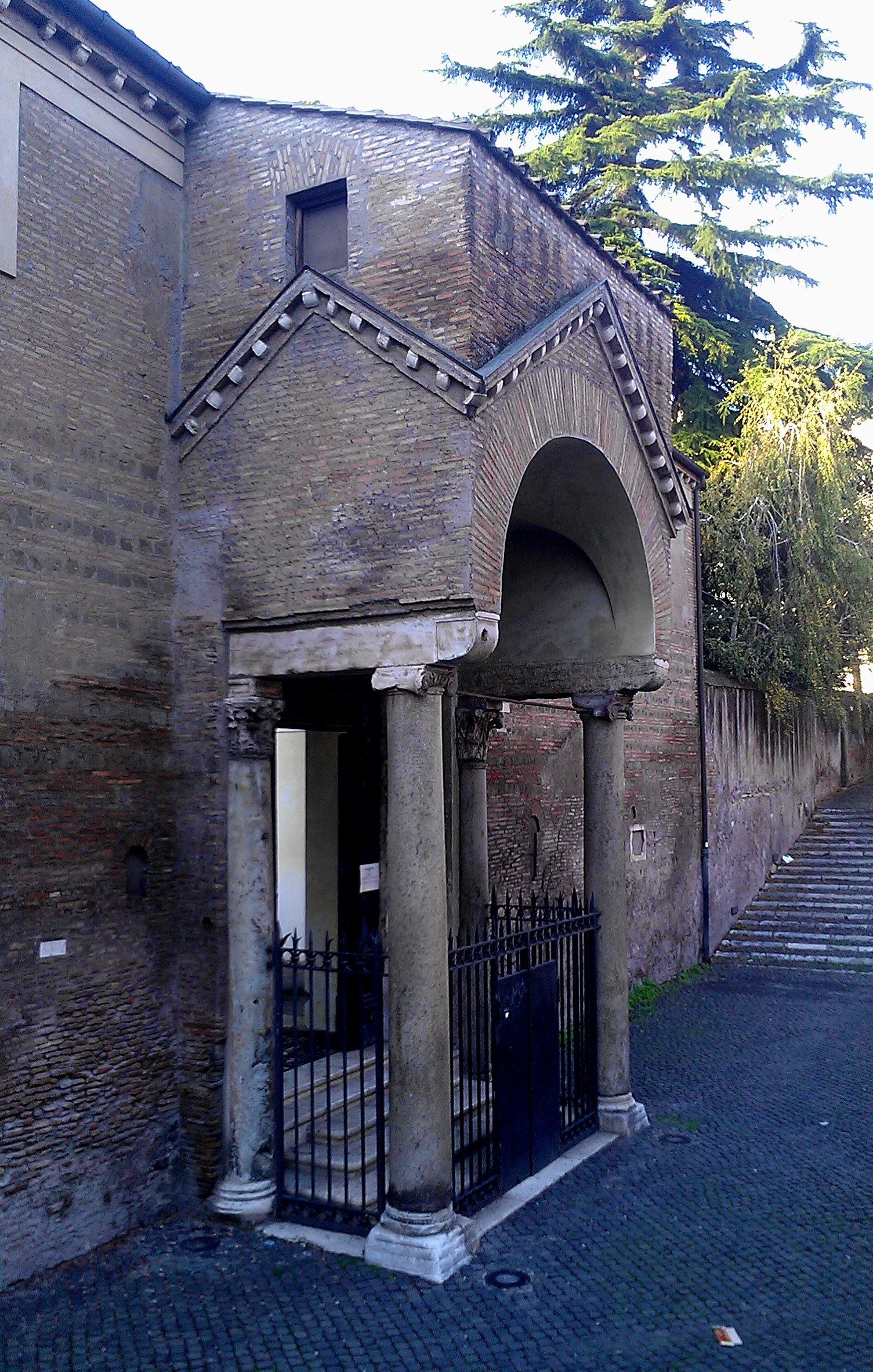
Protyron
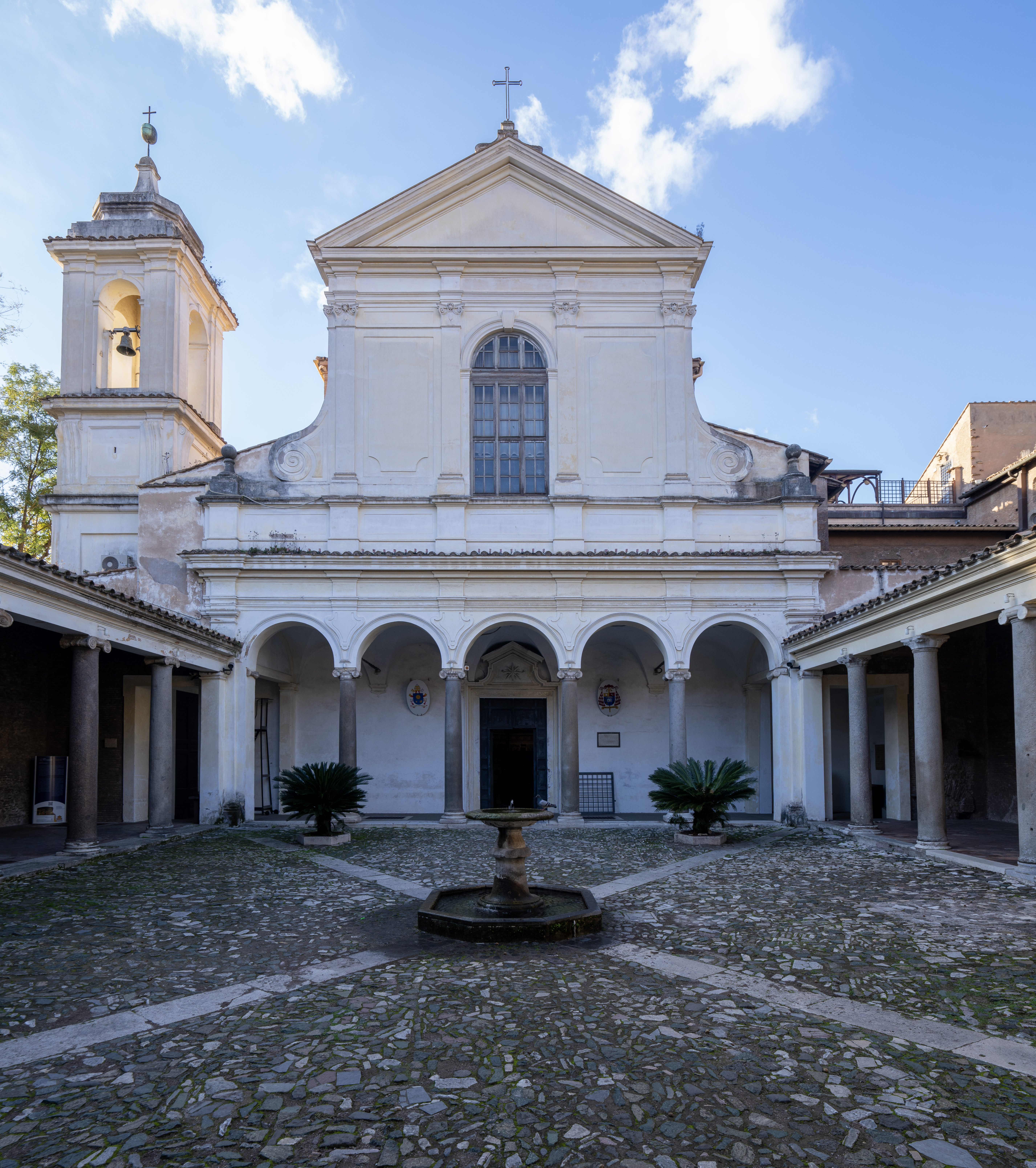
Gevel en klokkentoren
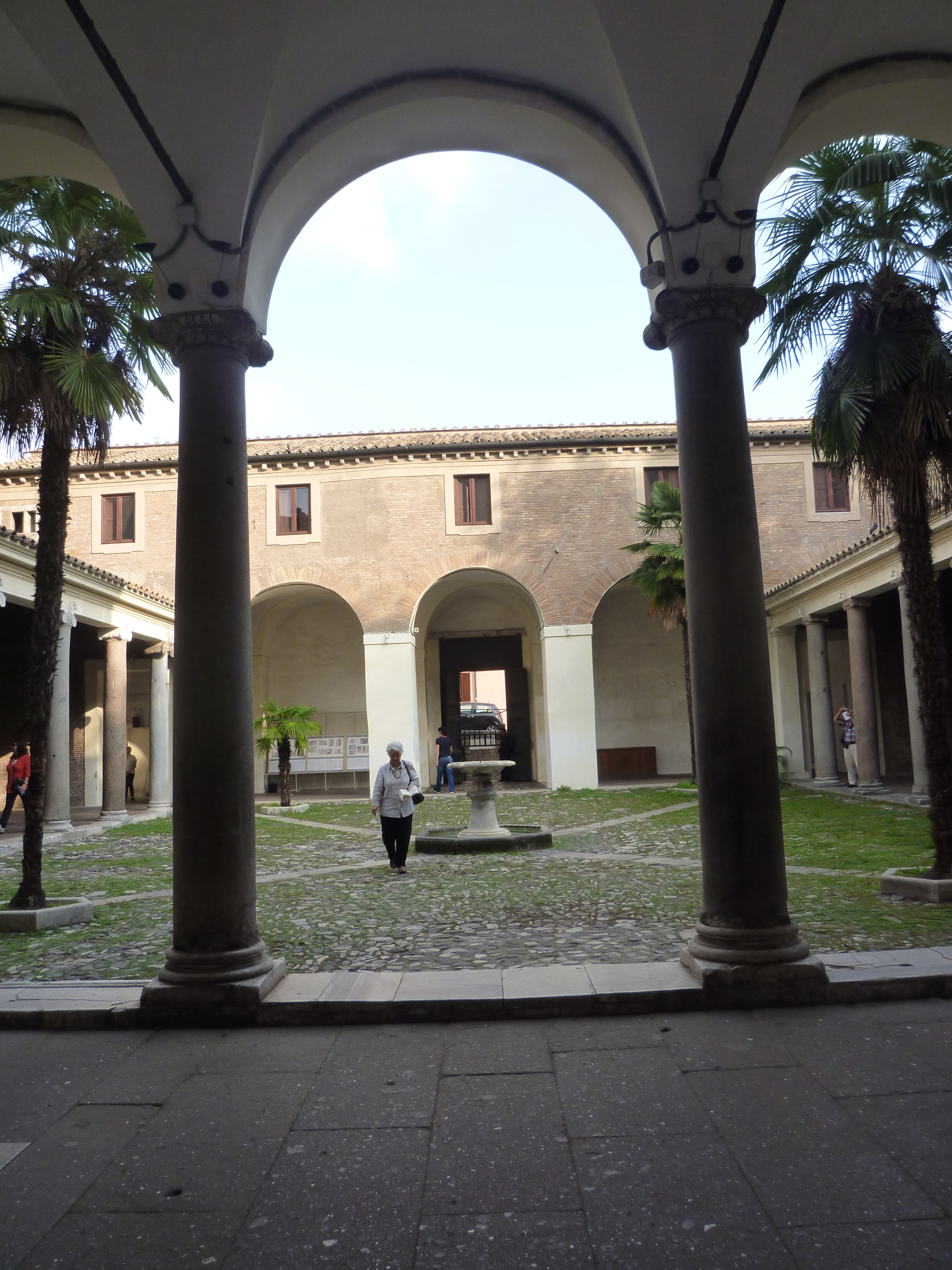
Atrium gezien vanaf de gevel van de kerk
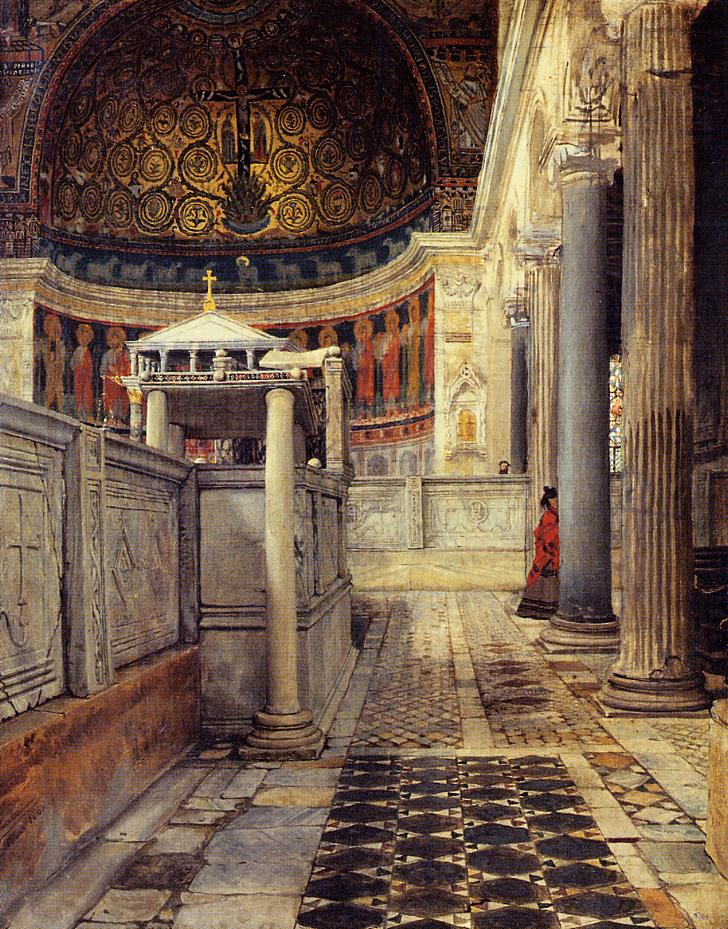
Interieur van de basiliek, Lourens Alma Tadema, 1863 (Fries museum)
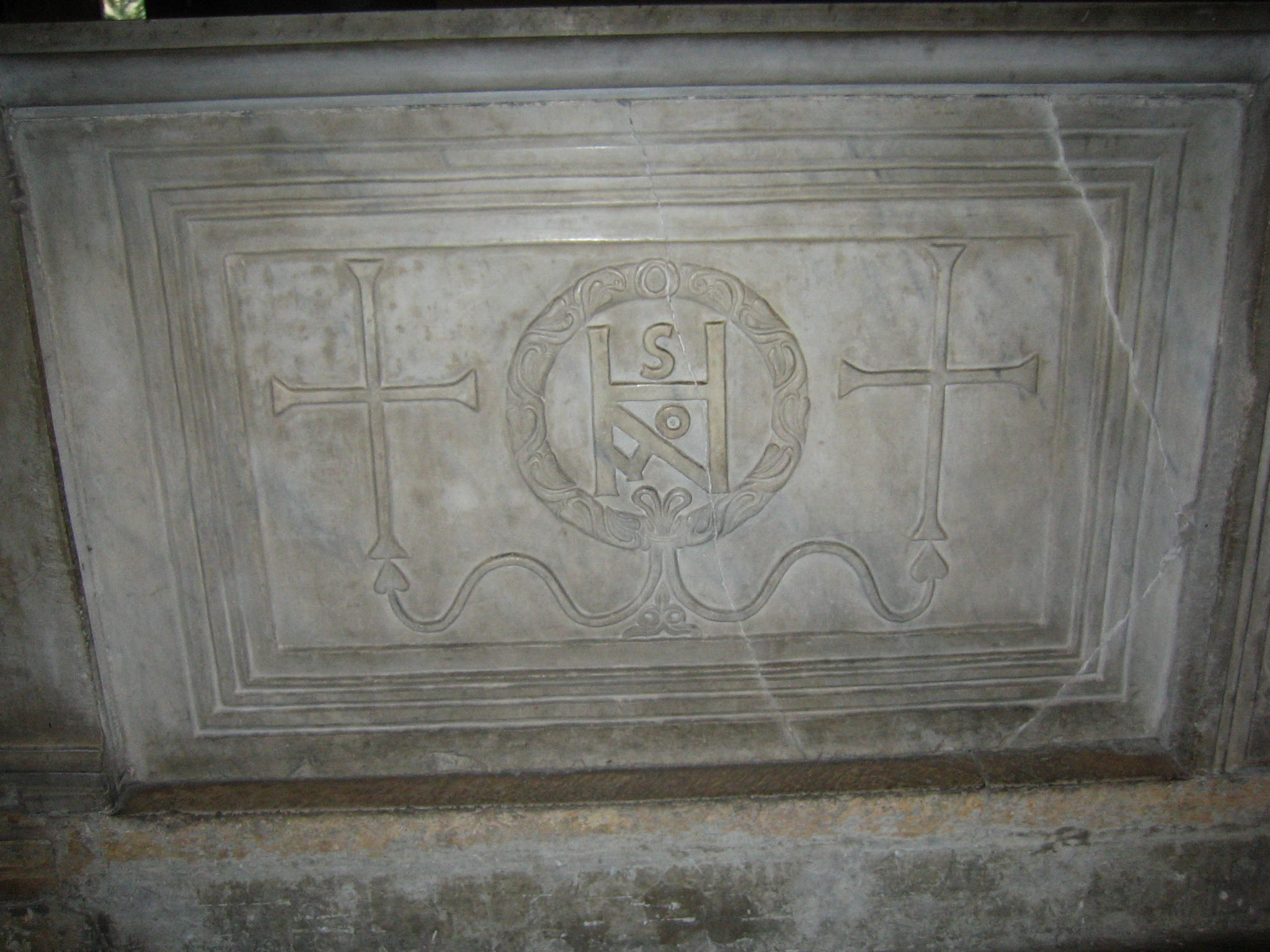
Monogram van Paus Johannes II op de koorafsluiting
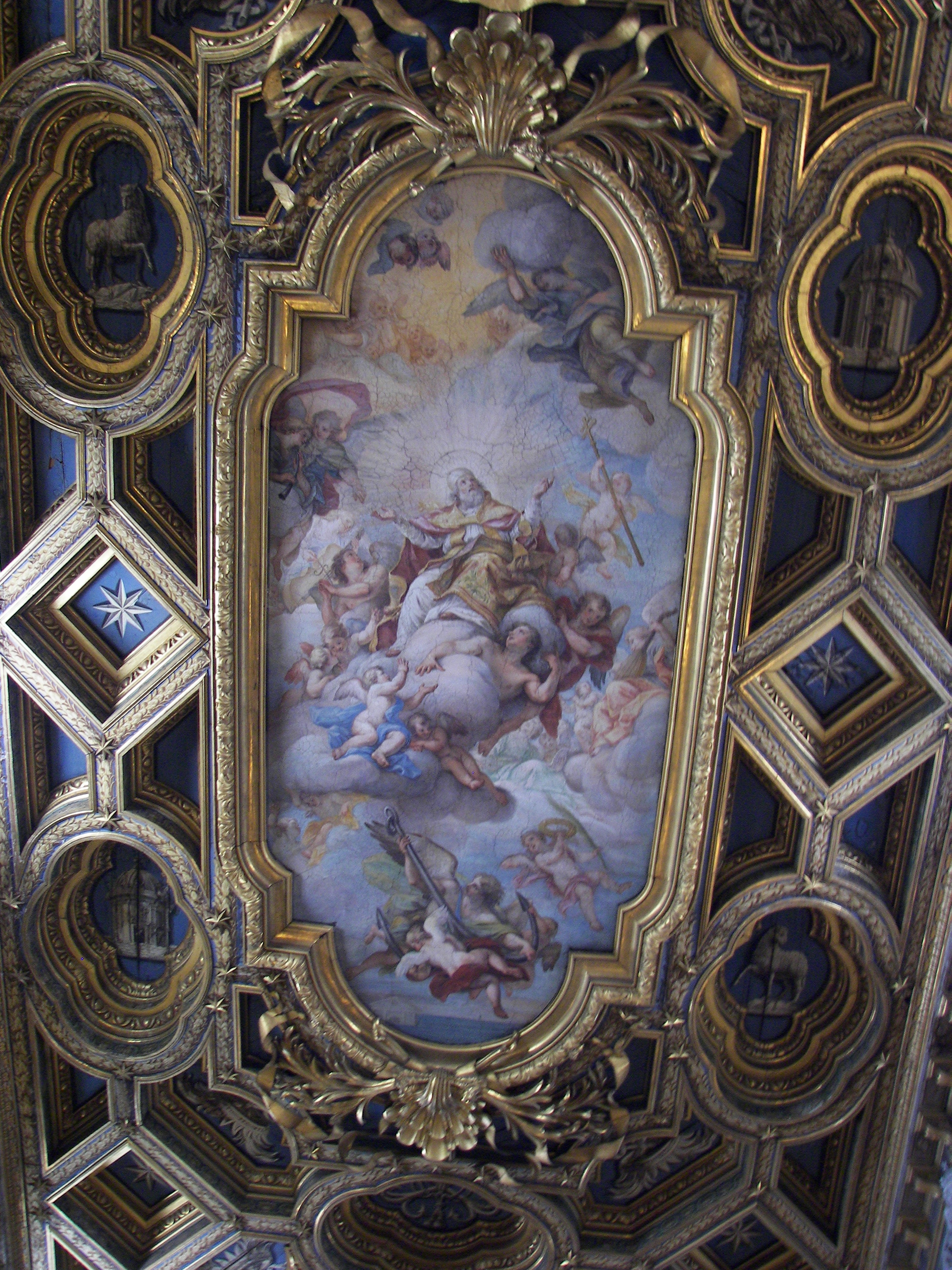
Zoldering van het middenschip
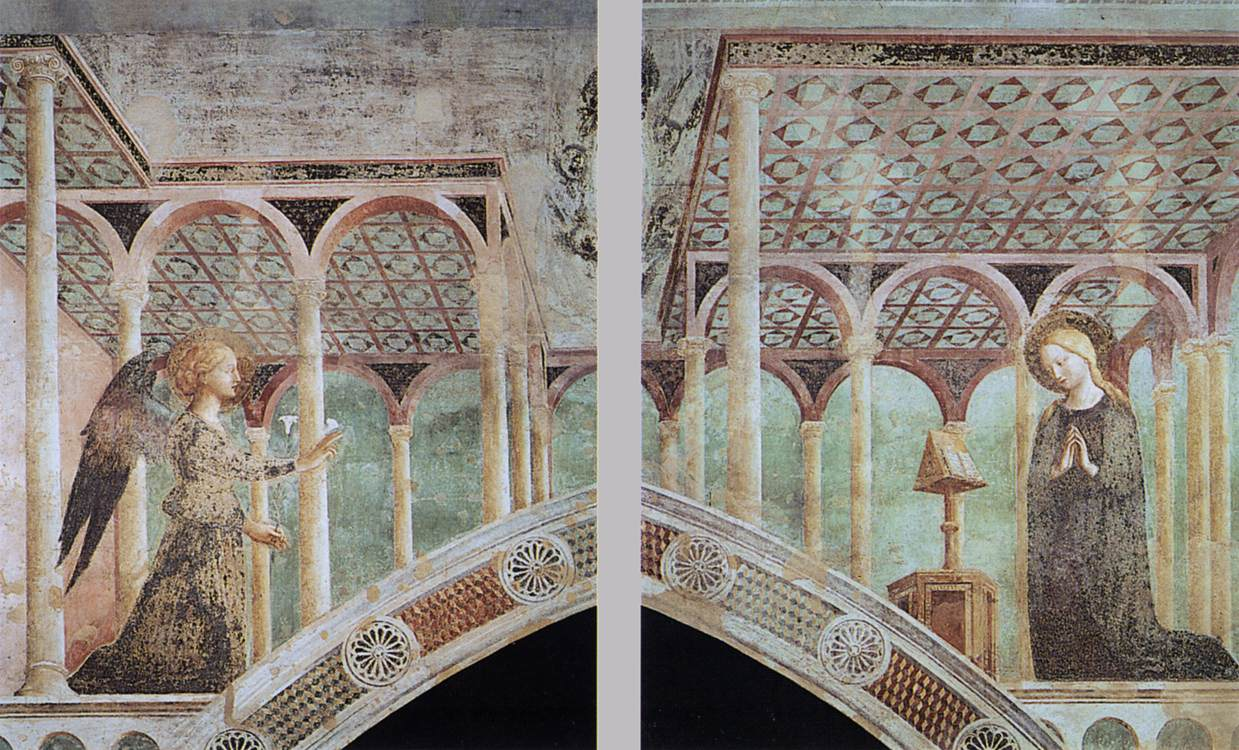
Masolino: Maria-Boodschap. Buitenzijde van de Catharinakapel
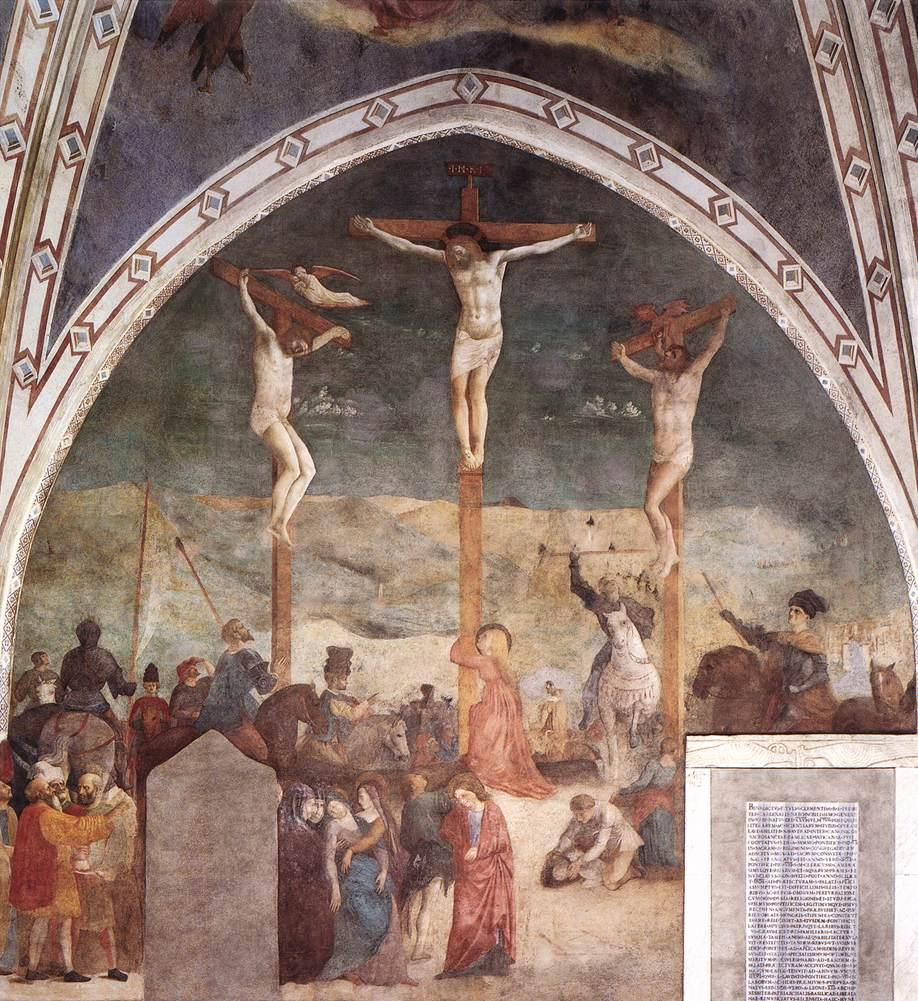
Masolino: Kruisiging (Catharinakapel)
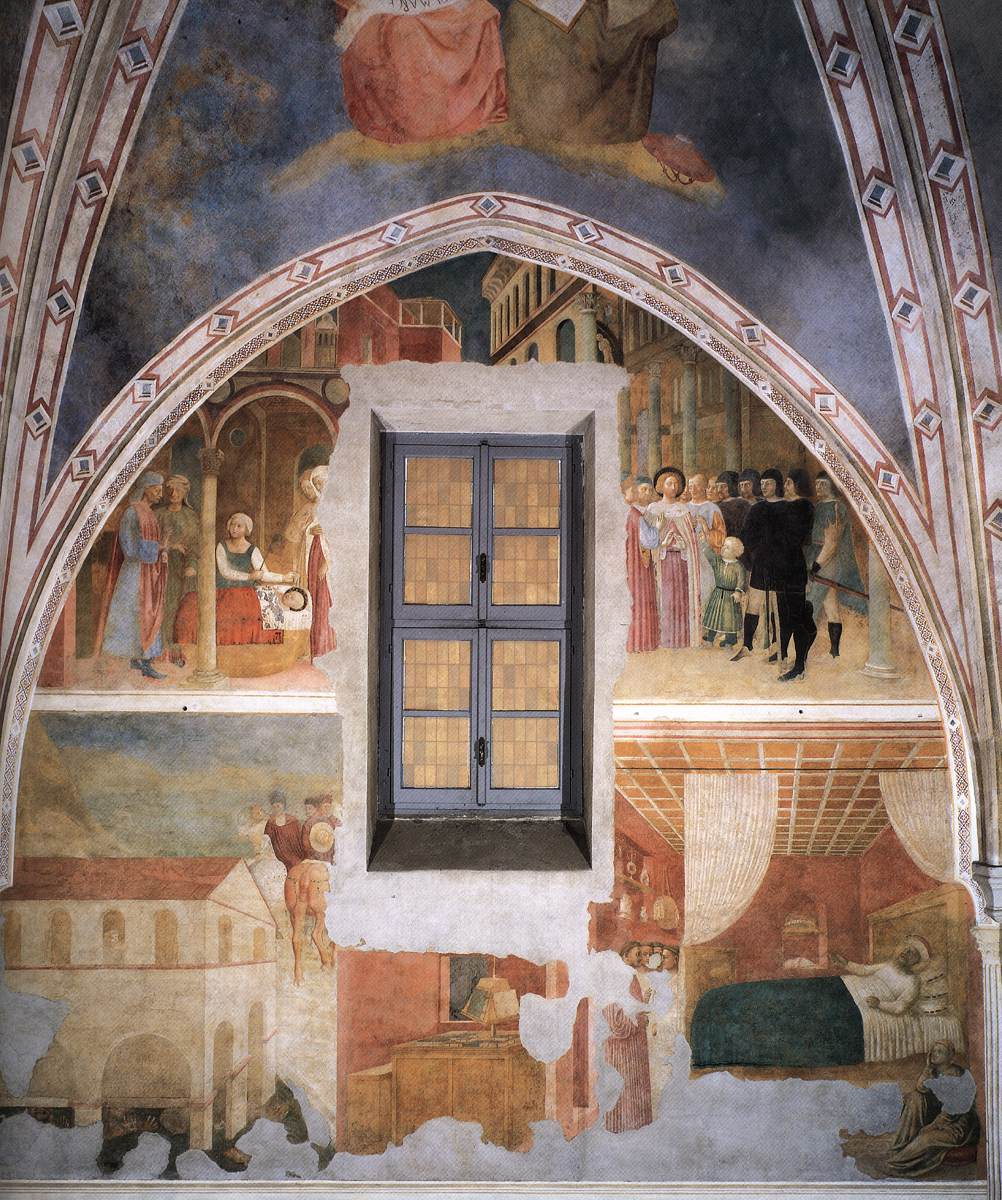
Masolino: Scènes uit het leven van St. Ambrosius (Catharinakapel)
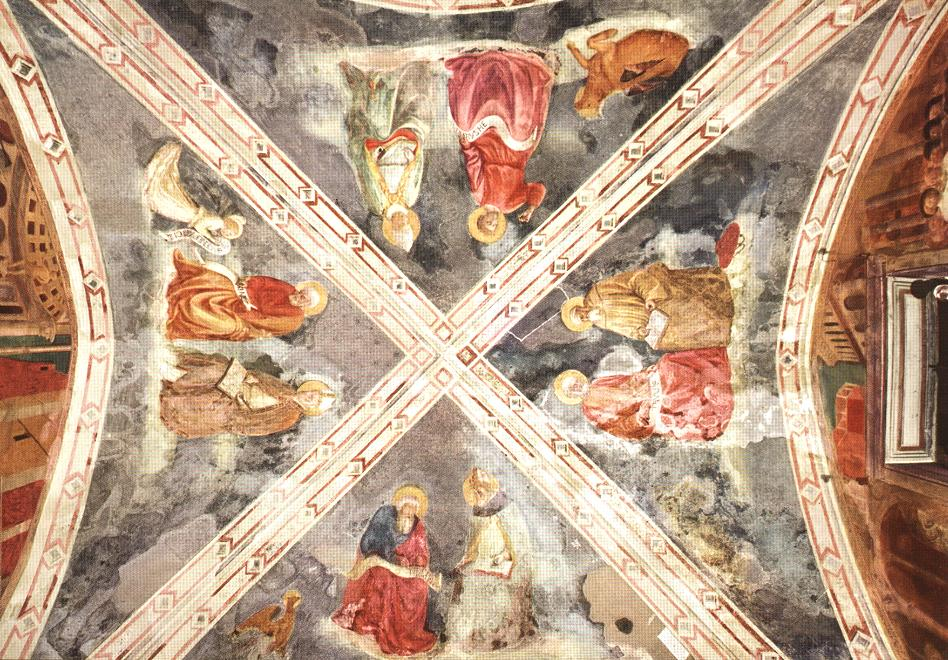
Masolino: gewelf van de Catharinakapel
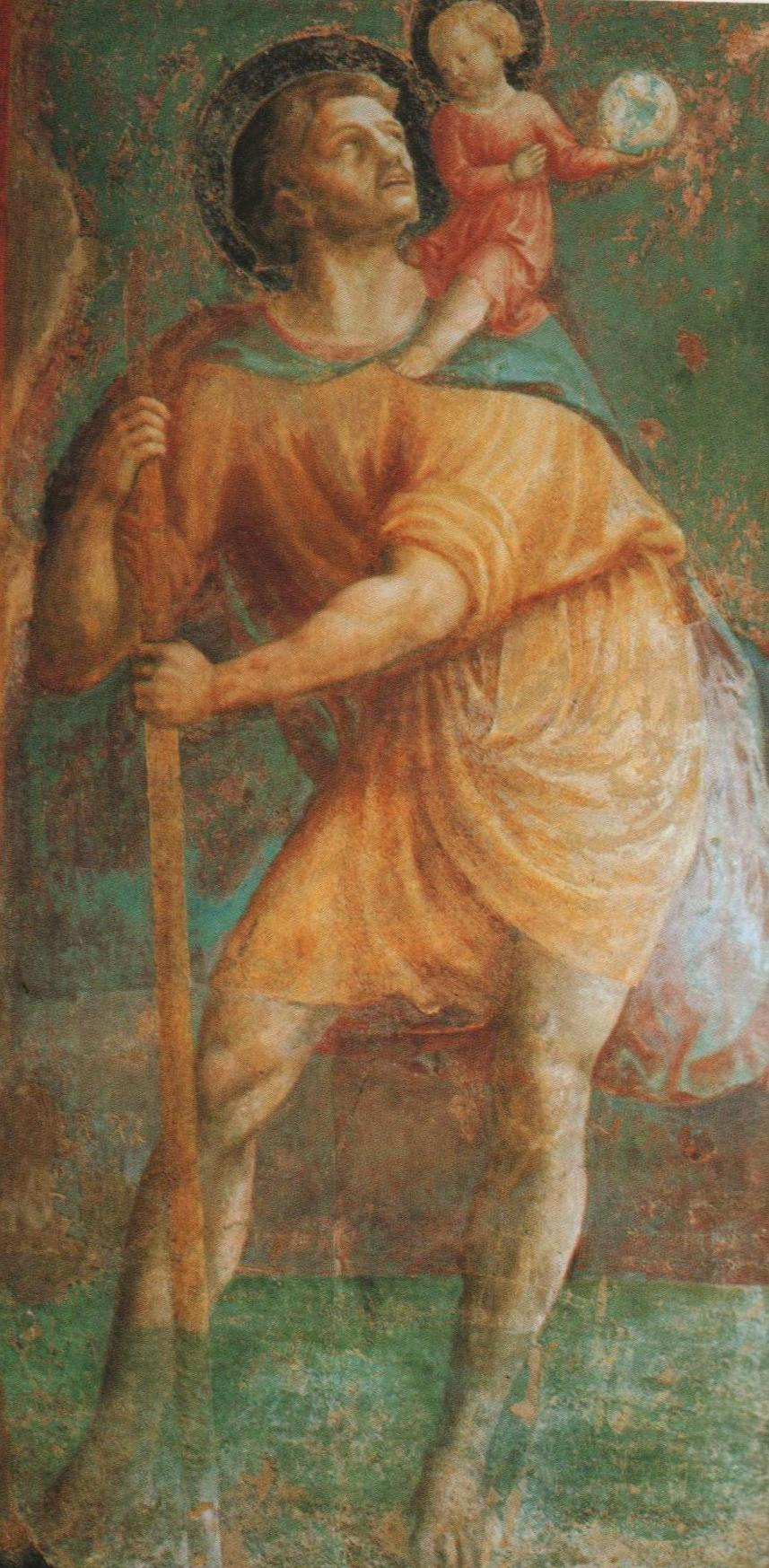
Masolino: Sint Christoffel (buitenmuur van de Catharinakapel)

Sant'Agnese fuori le mura · 
Sant'Agnese in Agone · 
Sant'Agostino · 
Sant'Alberto Magno · 
Basilica di Santa Anastasia · 
Sant'Andrea al Quirinale · 
Sant'Andrea delle Fratte · 
Sant'Andrea della Valle · 
Sant'Andrea in Via Flaminia · 
Sant'Angela Merici · 
Santi Angeli Custodi a Città Giardino · 
Sant'Anselmo all'Aventino · 
Sant'Antonio da Padova all'Esquilino · 
Sant'Antonio da Padova in Via Tuscolana · 
Sant’Antonio di Padova a Circonvallazione Appia · 
Sant'Antonio in Campo Marzio · 
Sant'Apollinare alle Terme Neroniane-Alessandrine · 
Sant'Atanasio · 
Sant'Atanasio a Via Tiburtina · 
Santi Aquila e Priscilla · 
Santa Balbina · 
San Bernardo alle Terme · 
Santi Bonifacio e Alessio · 
San Callisto · 
San Camillo de Lellis · 
San Carlo ai Catinari · 
San Carlo al Corso · 
Basiliek van Santa Cecilia in Trastevere · 
San Cesareo in Palatio · 
Santa Chiara a Vigna Clara · 
San Clemente · 
San Corbiniano · 
Santi Cosma e Damiano in Via Sacra · 
San Crisogono · 
Santa Croce in Gerusalemme · 
Santa Croce in Via Flaminia · 
Sacro Cuore di Cristo Re · 
Sacro Cuore di Gesù · 
Sacro Cuore di Gesù agonizzante a Vitinia · 
Dio Padre Misericordioso · 
Santi XII Apostoli · 
San Domenico di Guzman · 
Santi Domenico e Sisto · 
Sant'Elena fuori Porta Prenestina · 
Sant'Eligio dei Ferrari · 
Sant'Emerenziana a Tor Fiorenza · 
Sant'Eugenio · 
Sant'Eusebio · 
Santi Fabiano e Venanzio a Villa Fiorelli · 
San Felice da Cantalice a Centocelle · 
Santa Francesca Romana · 
San Francesco a Ripa · 
San Francesco di Paola ai Monti · 
Friezenkerk · 
San Frumenzio ai Prati Fiscali · 
Il Gesù · 
Gesù Divino Lavoratore · 
San Giacomo in Augusta · 
San Gioacchino ai Prati di Castello · 
Santi Gioacchino e Anna al Tuscolano · 
San Giovanni a Porta Latina · 
San Giovanni Bosco in via Tuscolana · 
San Giovanni Crisostomo a Monte Sacro Alto · 
San Giovanni dei Fiorentini · 
Santi Giovanni e Paolo · 
Santi Giovanni Evangelista e Petronio · 
San Giovanni Maria Vianney · 
San Girolamo dei Croati · 
San Giuliano Martire · 
San Giustino · 
Gran Madre di Dio · 
San Gregorio Magno al Celio · 
San Gregorio Magno alla Magliana Nuova · 
San Gregorio VII · 
Sant'Ignazio · 
Sint-Jan van Lateranen · 
Sint-Juliaan-der-Vlamingen · 
San Leonardo da Porto Maurizio · 
San Leone I · 
San Liborio · 
San Lorenzo in Damaso ·  
San Lorenzo in Lucina · 
San Lorenzo in Panisperna · 
San Luca a Via Prenestina · 
San Luigi dei Francesi · 
Santuario della Madonna del Divino Amore · 
Madonna dell'Archetto - 
Santi Marcellino e Pietro · 
San Marcello al Corso · 
San Marco · 
Santa Maria ai Monti · 
Santa Maria Ausiliatrice in Via Tuscolana · 
Santa Maria Consolatrice al Tiburtino · 
Santa Maria degli Angeli e dei Martiri · 
Santa Maria dei Miracoli en Santa Maria in Montesanto · 
Santa Maria dell'Anima · 
Santa Maria della Pace · 
Santa Maria della Salute a Primavalle · 
Santa Maria della Scala · 
Santa Maria della Vittoria · 
Santa Maria delle Grazie a Via Trionfale · 
Santa Maria del Popolo · 
Santa Maria del Suffragio · 
Santa Maria di Monserrato · 
Santa Maria Domenica Mazzarello · 
Santa Maria Goretti · 
Santa Maria Immacolata a Grottarossa · 
Santa Maria in Aquiro · 
Santa Maria in Aracoeli · 
Santa Maria in Campitelli · 
Santa Maria in Cappella · 
Santa Maria in Domnica · 
Santa Maria in Transpontina · 
Santa Maria in Trastevere · 
Santa Maria in Trivio · 
Santa Maria in Vallicella · 
Santa Maria in Via · 
Santa Maria in Via Lata · 
Santa Maria Liberatrice a Monte Testaccio · 
Santa Maria Madre della Providenza a Monte Verde · 
Santa Maria Madre del Redentore a Tor Bella Monaca · 
Basiliek van Santa Maria Maggiore · 
Santa Maria Regina degli Apostoli alla Montagnola · 
Santa Maria Regina Mundi a Torre Spaccata · 
Santa Maria sopra Minerva · 
Santa Beata Maria Vergine Addolorata a piazza Buenos Aires · 
San Martino ai Monti · 
Natività di Nostro Signore Gesù Cristo a Via Gallia · 
Santi Nereo e Achilleo · 
San Nicola in Carcere · 
Santissimo Nome di Maria al Foro Traiano · 
Nostra Signora del Sacro Cuore · 
Ognissanti in Via Appia Nuova · 
Sant'Onofrio · 
Sint-Pancratiusbasiliek · 
Pantheon (Rome) · 
San Patrizio ·
Sint-Anna in Lateranen ·
Sint-Paulus buiten de Muren · 
Sint-Pietersbasiliek · 
Santi Pietro e Paolo a Via Ostiense · 
San Pietro in Montorio · 
San Pietro in Vincoli · 
Santa Prassede · 
Preziosissimo Sangue di Nostro Signore Gesù Cristo · 
Santa Prisca · 
Santa Pudenziana · 
Santi Quattro Coronati · 
Santi Quirico e Giulitta · 
Santissimo Redentore e Sant'Alfonso in Via Merulana · 
Santa Sabina · 
San Salvatore in Lauro · 
Sint-Sebastiaan buiten de Muren · 
San Silvestro in Capite · 
Santi Simone e Giuda Taddeo a Torre Angela · 
Sixtijnse Kapel · 
Santa Sofia a Via Boccea · 
Santa Susanna · 
Tempietto van San Pietro in Montorio · 
Santa Teresa al Corso d’Italia · 
Trinità dei Monti · 
Sant’Ugo · 
Beata Vergine Maria del Monte Carmelo a Mostacciano · 
Basilica di San Vitale